# Asphalt

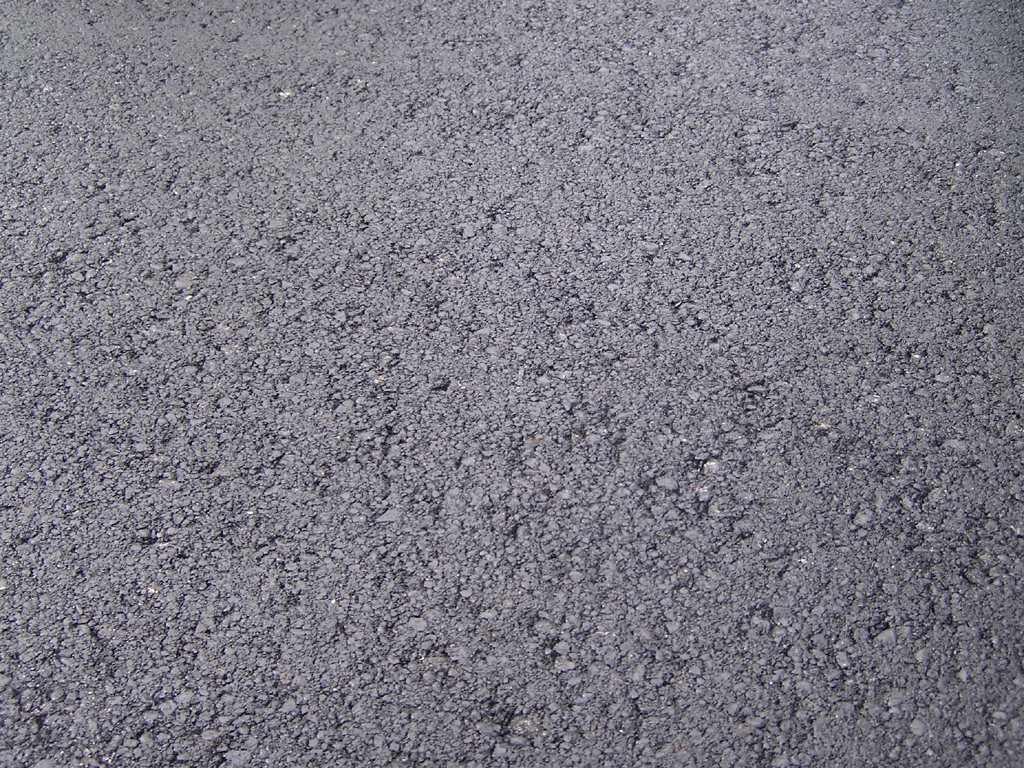
Einsatz von Asphalt im Straßenbau: frisch eingebaute und verdichtete Tragschicht

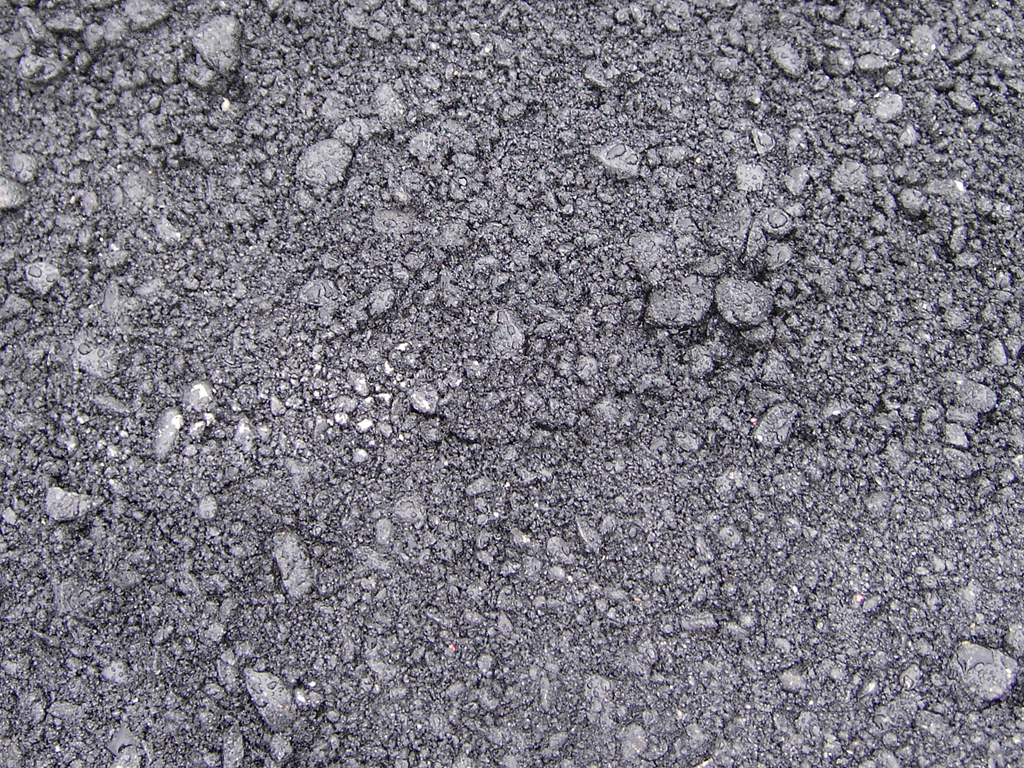
Frisch hergestelltes Asphaltmischgut lose aufgeschüttet. Die Mineralstoffe sind vollständig mit Bitumen umhüllt.

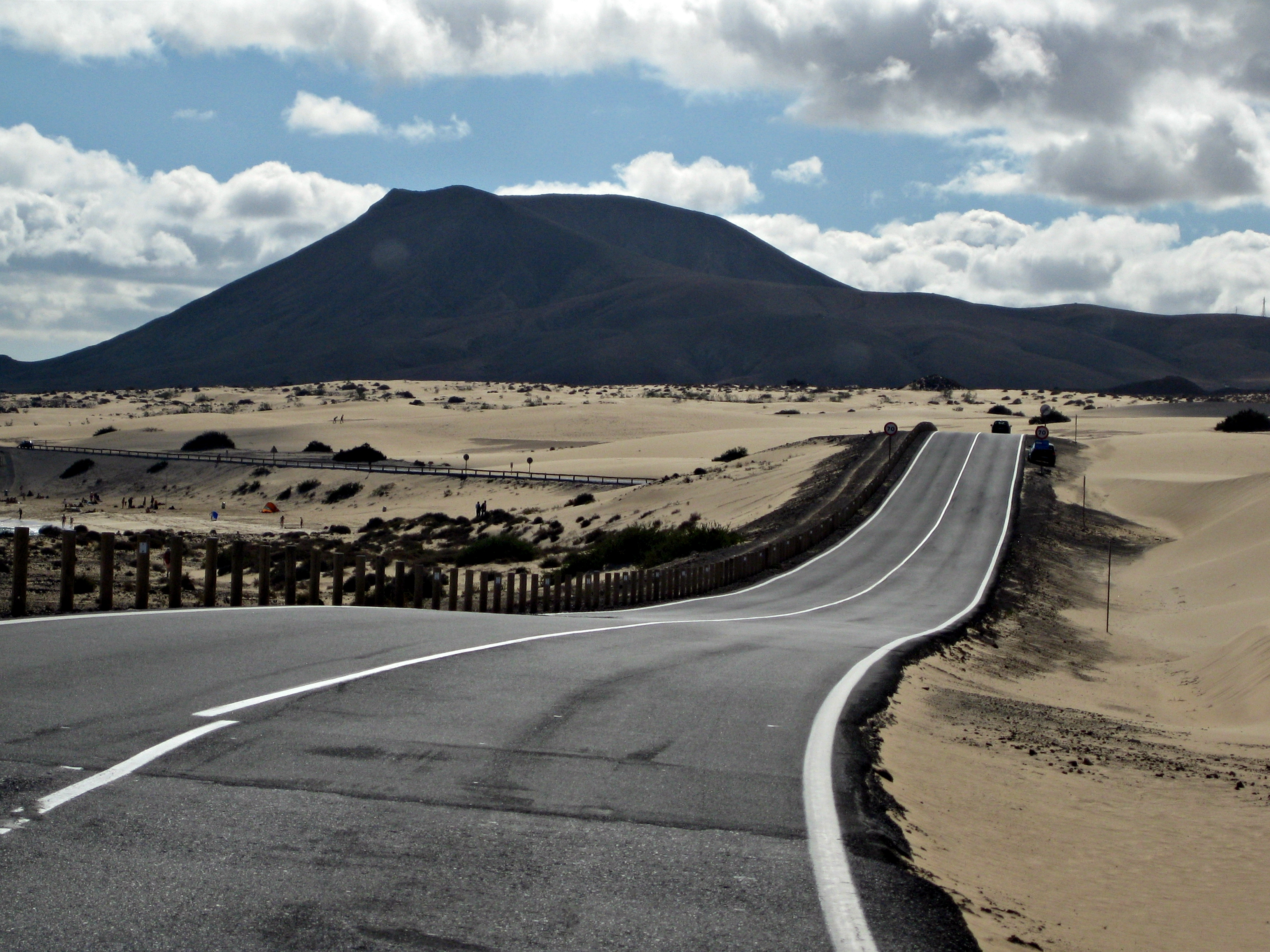
Asphaltstraße auf Sand (Fuerteventura)

Asphalt ist eine natürliche oder technisch hergestellte Mischung aus dem Bindemittel Bitumen und Gesteinskörnungen, die im Straßenbau für Fahrbahnbefestigungen, im Hochbau für Bodenbeläge, im Wasserbau und seltener im Deponiebau zur Abdichtung verwendet wird. Aus technischen und wirtschaftlichen Gründen sind Asphaltbefestigungen in verschiedenartige Schichten unterteilt. Hierbei werden Asphalttrag-, Asphaltbinder- und Asphaltdeckschichten unterschieden. Je nach Dicke und Lage liefern sie ihren Anteil zur Tragfähigkeit der Gesamtkonstruktion, sofern alle Schichten zu einem kompakten Baukörper verbunden sind. Asphalt verhält sich chemisch nahezu inert (träges Reaktionsverhalten) und weist ein thermoplastisches Verhalten auf.

## Etymologie
Das Wort leitet sich von altgriechisch ἄσφαλτος ásphaltos („Asphalt, Erdharz“) ab, das seinerseits ein mittels Alpha privativum negiertes Verbalsubstantiv von σφάλλεσθαι sphállesthai („zum Fallen bringen“) ist. Dies geht vermutlich darauf zurück, dass Asphalt ursprünglich als Bindemittel im Mauerbau verwendet wurde und die Mauern vor dem Umgestoßenwerden (Umfallen) schützte. Die Römer nannten den Stoff pix tumens („schwellendes oder aufwallendes Pech“); daraus entstand dann der Begriff Bitumen. Asphalt und Bitumen wurden zur Einbalsamierung von Leichen verwendet. Eine arabische Bezeichnung dafür ist deshalb „mum“, abgeleitet vom persischen mûm, môm für Wachs; latinisiert wurde daraus Mumia (vgl. auch „Mumijo“). Man unterschied zudem Bitumen asphaltum (auch aspaltum) und Bitumen iudaicum bzw. Bitumen judaicum (Asphalt vom Toten Meer).

## Begriffsabgrenzung
Der Baustoff Asphalt wird landläufig fälschlicherweise mit Teer gleichgesetzt. Anders als Asphalt, dessen Bindemittel Bitumen aus Erdöl gewonnen wird, entsteht das Bindemittel Teer jedoch durch Pyrolyse von Holz oder Kohle. Teer gilt als gesundheitsgefährdend und seine Verwendung ist in der Bundesrepublik Deutschland im Straßenbau seit 1984 verboten. Festgeschrieben ist dieser Sachverhalt in Technische Regeln für Gefahrstoffe 551. In der Zeit vor seinem Verbot war Teer ein häufig verwendeter Baustoff im Bauwesen, z. B. bei der sogenannten Staubfreimachung.
Äußerlich unterscheiden sich die beiden Stoffe durch Geruch und Aussehen geringfügig. So besitzt Bitumen einen neutralen Geruch und eine schwarze Farbe, Teer dagegen riecht leicht süßlich und besitzt eine leichte Braunfärbung.
Auch bei der Wiederverwertung muss teerhaltiges Material gesondert entsorgt werden. Der EU-weit geltende Abfallartenkatalog, in Deutschland über die Abfallverzeichnis-Verordnung umgesetzt, stuft teerhaltige Abfallstoffe als gefährlichen Abfall ein. Ausgebaute Asphalte dagegen können ohne Bedenken wiederverwertet werden.

## Werkstoffkennwerte
Die Festigkeit von Asphalt wird von den Temperaturverhältnissen bestimmt. Bei tiefen Temperaturen (Winter) verhält er sich elastisch, bei hohen Temperaturen (Sommer) dagegen viskoelastisch. Dieses Temperaturverhalten hat unmittelbaren Einfluss auf Elastizitäts- und Schubmodul des Asphalts. Der Elastizitätsmodul beschreibt die Spannung im Asphalt, die infolge einer lastbedingten Verformung auftritt. Er schwankt zwischen 1000 N/mm² im Sommer und 9000 N/mm² im Winter. Der Schubmodul gibt die Spannungen wieder, die infolge von Schubverformungen im Asphalt erzeugt werden.
Die Werkstoffkennwerte von Asphalt sind abhängig von dem Mischungsverhältnis und den Eigenschaften der beiden Bestandteile Bitumen und Gesteinskörnung. Das Mischungsverhältnis liegt grob bei 95 % Gesteinskörnung und 5 % Bitumen, dieses Verhältnis kann jedoch nach oben oder unten geringfügig verändert werden. Die beigegebene Menge (sogenannter Bindemittelgehalt) und die Härte (also die Bindemittelsorte) des Bitumens verändern das Materialverhalten wesentlich. Die Bindemittelsorte bestimmt weiter auch den Erweichungspunkt, welcher mit dem Ring- und Kugelversuch nachgewiesen werden kann, die Bindemittelhärte wird mit der Nadelpenetration ermittelt.
Die Gesteinskörnung übernimmt die Stützfunktion im Asphalt und muss in ihrer Korngrößenzusammensetzung, der sogenannten Sieblinie, auf die Belastung abgestimmt werden. Fehlen gewisse Korngrößen, also Kornanteile, in der Sieblinie, wie beispielsweise im offenporigen- oder Splittmastixasphalt, so spricht man von einer Ausfallkörnung.
Um ein gutes Tragverhalten zu erzielen, ist die Kornzusammensetzung so einzustellen, dass eine möglichst dichte Gesteinsmischung entsteht. Zusammen mit einer sachgemäßen Verdichtung beim Einbau wird so ein hohlraumarmer Asphalt erstellt (Ausnahme offenporiger Asphalt). Des Weiteren müssen die Gesteinskörnungen frostbeständig und im Falle einer Asphaltdeckschicht polierresistent sein.
Asphalt ist wasserundurchlässig, wenn der Hohlraumgehalt ≤ 2–3 Vol.-% ist. Asphalte zeigen auch, wenn sie durchströmt werden, keine Erosionserscheinungen; die Adhäsion zwischen Mineralstoff und Bitumen sowie die Kohäsion des Bitumens verhindern dies.

## Statistik
Der Baustoff Asphalt trägt heutzutage den wesentlichen Anteil an den Baustoffen für die Fahrbahnoberfläche von Straßen. So waren nach Angaben aus dem Jahr 2005 beispielsweise in der Bundesrepublik Deutschland 95 % aller befestigten Straßen mit einer Deckschicht aus Asphalt versehen. Bei genauerer Betrachtung erkennt man, dass dort ungefähr 75 % der Gemeinde- und Stadtstraßen sowie der Bundesautobahnen eine Fahrbahnoberfläche aus Asphalt haben. Die übrigen 25 % besitzen eine Pflaster- oder Betondecke. Auf deutschen Bundesstraßen wird fast ausschließlich Asphalt verwendet.
Im Jahr 2016 wurden in Deutschland 41 Mio. Tonnen Asphaltmischgut produziert. Davon waren 26,6 % Ausbauasphalt, der wiederverwertet wurde.
In Österreich beläuft sich die Asphaltmischgutproduktion auf 7 Mio. Tonnen jährlich.

## Geschichte

### Antike
Aufgrund von archäologischen Ausgrabungen lässt sich feststellen, dass bereits in der frühen Antike (um 1200 v. Chr.) natürlicher Asphalt verwendet wurde, um Waffen und Geräte herzustellen sowie Schmuck und Skulpturen farbig zu gestalten. Speziell in der Region Mesopotamien fand das Material häufig Verwendung, da hier Naturasphaltvorkommen vorlagen. So fertigten die dort lebenden Völker, beispielsweise die Sumerer, Gefäße und Schilfboote (Guffa), die mit Asphalt abgedichtet wurden. Des Weiteren nutzten sie das Material als Mörtel für Lehmziegel. Einen solchen Hinweis findet man auch in Gen 11,3  beim Turmbau zu Babel, der nach streng biblischer Chronologie in die Zeit von ca. 2300–2200 v. Chr. einzuordnen ist.

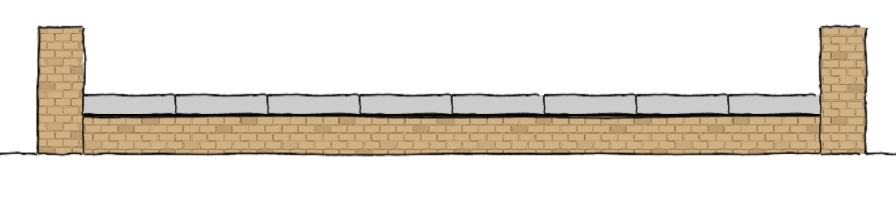
Querschnitt durch eine Prozessionsstraße von Babylon. Die gebrannten Ziegel sind mit Asphalt vermörtelt, die obenliegenden Steinplatten ruhen in einem Asphaltmörtelbett. Diese Prachtstraße zählt zu den Vorläufern der modernen Asphaltstraßen.

Über die Jahrtausende erweiterten sich die Einsatzfelder, so dass um 2000 v. Chr. neben Mesopotamien auch in Indien und Europa Naturasphalt als Dichtungsmaterial für Bäder, Boote, Kanäle, Toiletten und Uferböschungen verwendet wurde. In Mohenjo-Daro, einem der beiden Hauptzentren der Induskultur in Pakistan, wurde ein 12 Meter mal 7 Meter großes Badebecken mit einer dicken Schicht Asphalt abgedichtet. Etwa 2100 v. Chr. ließ sich König Gudea von Lagasch, einem Stadtstaat in Südmesopotamien, über hundert Tonnen Asphalt per Schiff anliefern. Es scheint also, dass ein schwunghafter Handel mit Erdölprodukten kein Privileg der Neuzeit ist. Um 2050 v. Chr. entstand die Nanna-Zikkurat von Ur, ein dreistufiger Turm mit in Asphalt verlegten Brandziegeln und großflächigen, mit Asphalt bedeckten Terrassen. Im 7. Jahrhundert v. Chr. kam Asphalt im assyrischen und babylonischen Reich bereits im Straßenbau zum Einsatz. Er diente dort als Fugenmaterial oder als Mörtelbett von Prachtstraßen (Aibur-Schabu). Ferner wurde Asphalt zur Abdichtung der Hängenden Gärten der Semiramis herangezogen. Ende der 1980er Jahre wurde nachgewiesen, dass die Ägypter Erdölasphalt aus dem Gebiet des Toten Meeres („Judenpech“, „Judenleim“, bitumen judaicum, „Erdpech“) zur Einbalsamierung ihrer Pharaonen eingesetzt hatten, was Historiker bis dahin ausgeschlossen hatten. Während der Zeit des Römischen Reichs diente er um 100 v. Chr. als Fugenmörtel von römischen Straßen in Pompeji. Ausgehend von Plinius dem Älteren erhielt Asphalt den Namen Bitumen Iudaicum „Judenpech“. Die Römer, als die großen Straßenbauer der Antike, verwendeten Bitumen kaum, sie benutzten vor allem Holzteerpech.

### Mittelalter bis 17. Jahrhundert
Nach dem Verfall des Römischen Reiches und dem Beginn des Mittelalters verlor Asphalt stark an Bedeutung, was sich erst im 18. Jahrhundert wieder änderte. Um das Jahr 1000 wurde in Arabien die Gewinnung von Bitumen aus Naturasphalt begonnen. Dies wurde erreicht, indem der Naturasphalt erhitzt wurde und so das Bitumen ausschwitzen konnte.
Wie Erdöl fand auch Bitumen bzw. Asphalt (lateinisch asphaltum, auch aspaltum) Anwendung in der mittelalterlichen und frühneuzeitlichen Heilkunde.
Neben der Verwendung als Baustoff wurde Asphalt im 15. Jahrhundert im Reich der Inka in Süd- und Mittelamerika ebenfalls für medizinische Zwecke herangezogen.
Auf seinen Erkundungsreisen entdeckte Sir Walter Raleigh am 22. März 1595 einen natürlichen Asphaltsee, der sich auf der Insel Trinidad befindet (La Brea Pitch Lake). Er nutzte die Gelegenheit und die Eigenschaften des Asphalts, um Lecks abzudichten, da sein Schiff sonst nicht mehr seetauglich gewesen wäre. Den dort aus dem Untergrund hervortretenden Asphalt nutzt man bis heute im Straßenbau.

### Neuzeit

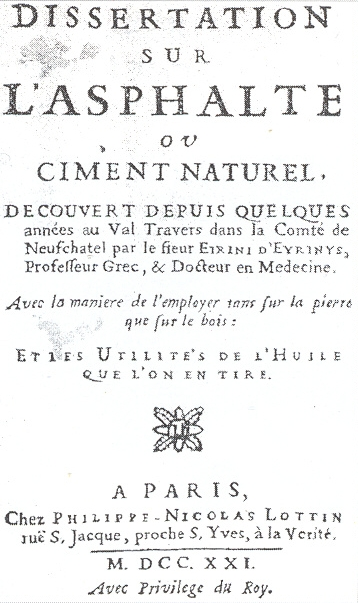
Deckblatt der Dissertation von Eirini d’Eyrinys (1721)

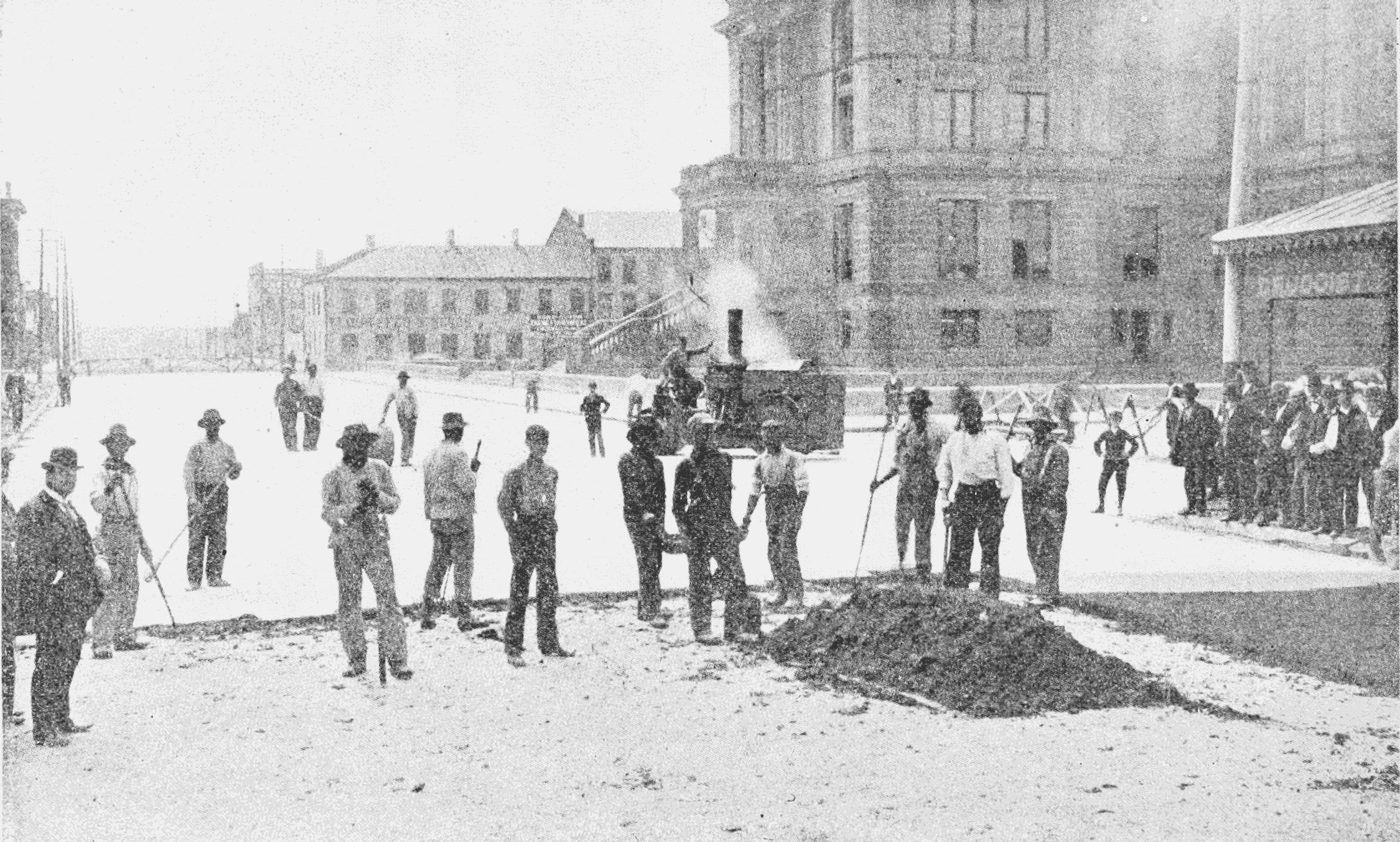
Handeinbau von Asphalt in den Vereinigten Staaten 1897

1712 entdeckte der griechische Arzt Eirini d’Eirinis das gigantische Asphaltvorkommen La Presta im Val de Travers in der Schweiz. Vorerst interessierte er sich nur für dessen medizinische Anwendung. Wegen der technischen Vorzüge dieses Materials verfasste er schließlich im Jahr 1721 seine „Dissertation über den Asphalt oder Naturzement“ und begründete mit seinen Untersuchungen die moderne Asphalttechnologie. Aus dem insgesamt über 100 km langen Labyrinth von Gängen und Stollen der Asphaltminen im Val de Travers wurde in der Folge während rund drei Jahrhunderten (von 1712 bis 1986) Asphalt gefördert und in die ganze Welt exportiert. Nach verschiedenen Inhabern gelangten die Minen 1873 in den Besitz der englischen Firma Neuchâtel Asphalt Company Ltd. und wurden 1960 von der größten europäischen Straßenbaufirma, dem englischen Unternehmen Tarmac, aufgekauft. In Frankreich wurden 1756 bei Lobsann im Elsass und 1797 bei Seyssel in Obersavoyen weitere bedeutende Vorkommen entdeckt.
Zur Herstellung von Straßenbelägen wurde anfangs Gussasphalt verwendet, eine Mischung aus Asphaltmastix (eingeschmolzener pulverisierter Asphaltstein) und Asphaltteer (früher als Goudron bezeichnet), zum Teil angereichert mit Kies oder Sand. 1835 wurden in Paris die ersten Bürgersteige (auf dem Pont Royal und dem Pont du Caroussel) auf diese Weise befestigt. Wenige Jahre später brachte man den Gussasphalt auch im Straßenbau zur Anwendung (in Lyon 1838 und in Paris 1840). Allerdings erwies sich das Erweichen des Materials im Sommer als Problem.
Man ging daher schon bald dazu über, stattdessen Stampfasphalt (zerkleinerter natürlicher Asphaltstein) zu verwenden (in Paris bereits 1854, in London, Wien und Berlin erst gegen 1870). Dieser wurde auf eine Betonunterlage aufgebracht und anschließend durch Stampfen auf eine Stärke von nur wenigen Zentimetern verdichtet. Durch die Einwirkung des Verkehrs wurde der Stampfasphalt im Laufe der Zeit weiter verdichtet und zugleich poliert. Dabei erwies es sich als Nachteil, dass die Fahrbahnoberflächen bei Regen ausgesprochen glatt waren und Fahrzeuge (insbesondere mit Gummibereifung) dadurch sehr leicht ins Schlittern geraten konnten, was zu zahlreichen Verkehrsunfällen führte. Noch im Jahre 1928 empörte sich die Vossische Zeitung darüber, dass die Berliner Tiefbauverwaltung trotz des großen Unfallrisikos nicht von der Verwendung des Stampfasphaltes abrücken wollte, wie dies in Paris und Wien bereits geschehen war.
Die heute geläufigen Walzasphaltdecken (ein Gemisch aus Sanden bestimmter Korngröße und Erdölbitumen) wurden in Nordamerika bereits in den 1870er-Jahren entwickelt, verbreiteten sich in Europa aber erst zu Beginn des 20. Jahrhunderts (Stuttgart 1911, Hamburg 1912 und Dresden 1913).
Der Baustoff Asphalt gewann Anfang des 20. Jahrhunderts zunehmend an Bedeutung, was unter anderem mit dem stetig fallenden Materialpreis zusammenhing. So gingen 1907 in den Vereinigten Staaten die ersten Asphaltmischanlagen in Betrieb. In Berlin wurde 1914 die AVUS erstmals mit einem Asphaltbelag versehen, um eine höhere Widerstandsfähigkeit zu erhalten.
Neben der Verwendung im Straßenbau diente der Asphalt seit 1923 ferner für die Abdichtung von Talsperren. Um den Einbau zu beschleunigen und die Einbauqualität zu verbessern, wurde 1924 in Kalifornien erstmals der Einsatz von Straßenfertigern erprobt. Zur Bestimmung der Qualität des Baustoffs entwickelten sich in den darauf folgenden Jahren mehrere Prüfverfahren, welche bis heute Gültigkeit besitzen. So wurde 1936 der Ring-und-Kugel-Versuch, ein Jahr später der Brechpunkt nach Fraaß und 1939 der Marshall-Test eingeführt.

Abbildung einer Gussasphaltbaustelle aus dem Jahre 1880. Im Transportkessel wurde der Gussasphalt erhitzt und anschließend per Hand eingebaut und abgerieben.

Durch spezielle Zusatzstoffe wurde es ab 1950 möglich, Asphalt auch in kaltem Zustand einzubauen (sogenannter Kaltasphalt). Um die Dicke von eingebautem Asphalt festzustellen, wurde 1959 in Österreich eine zerstörungsfreie Untersuchungsmethode mittels Isotopen entwickelt und erfolgreich erprobt.
Aus dem Wunsch heraus, Oberflächenwasser auf Start- und Landebahnen von Flughäfen möglichst rasch abzuleiten, erfolgte 1963 in England der Einbau von Drainasphalt. Kurz darauf wurde im Jahr 1968 erstmals der Einbau von Splittmastixasphalt durchgeführt. Anfang der 1970er Jahre begann, ausgehend von den Vereinigten Staaten, die Anwendung des Asphaltrecyclings. Um eine möglichst zuverlässige Abdichtung zu erhalten, wird seit 1979 Asphalt im Deponiebau eingesetzt.
Neben seiner Eignung als Baustoff kommt Asphalt zudem in der Kunst zur Anwendung. So entstand 1998 in Österreich die Asphalt-Art. Michael Scheirl verwendet seither Asphalt als Basismaterial für seine Asphaltbilder.

## Herstellung

### Natürlicher Asphalt
In bautechnischem Sprachgebrauch werden natürliche Pendants des künstlich hergestellten Bauasphaltes, d. h. natürliches Bitumen mit einem relativ hohen Anteil an Gesteinsbruchstücken oder -körnern (z. B. bestimmte Ölsande), als Naturasphalt bezeichnet. Dieser ist nicht zu verwechseln mit dem ähnlichen, aber nicht identischen geowissenschaftlichen Asphalt-Begriff, der sich nur auf die organische Substanz ohne mineralische Anteile bezieht. Die kommerzielle Nutzung der Naturasphaltvorkommen endete an den meisten Orten Ende der 1960er Jahre, weil technisch hergestellter Asphalt kostengünstiger ist.
Große Naturasphaltvorkommen befinden sich in Trinidad (der La Brea Pitch Lake ist der Ursprung des Trinidad-Naturasphalts), in Venezuela (Lago de Guanoco), in den Schweizer Gemeinde Val-de-Travers sowie im Elsass. Weiteren Vorkommen gibt es in Kalifornien (beispielsweise in den La Brea Tar Pits), Colorado, Argentinien, Syrien, Alberta (u. a. die Athabasca-Ölsande), auf Kuba, am Toten Meer. Bekannt ist auch der Gilsonite genannte Naturasphalt, der seit Mitte des 19. Jahrhunderts im US-Bundesstaat Utah, sowie in Kermānschāh im Iran abgebaut wird. Mit seiner Hilfe können die Griffigkeit und Dauerhaftigkeit von technisch hergestelltem Asphalt verbessert werden.
Pechelbronn im Elsass war der erste Ort in Europa, an dem aus Naturasphalt Erdöl gewonnen wurde. Das Vorkommen ist seit 1498 belegt. Das aus den Pechelbronner Schichten stammende Erdöl wurde zunächst medizinisch bei Hauterkrankungen benutzt. Die kommerzielle Nutzung begann 1735 und endete 1970.
Das schweizerische Asphaltbergwerk La Presta war vor dem Ersten Weltkrieg der bedeutendste Produzent Europas und lieferte ein fünftel der ganzen Asphaltproduktion der Welt. Der Betrieb wurde aber in den 1980er-Jahren eingestellt. Für Europa bedeutend ist die Mine in Selenica in Albanien, die seit der Antike bekannt ist.
Eine deutsche Naturasphaltlagerstätte liegt zum Beispiel in Vorwohle im Landkreis Holzminden in Niedersachsen. Im niedersächsischen Holzen befand sich der letzte Naturasphalt-Untertagebau in Deutschland. Verarbeitet wurde dieser Asphalt in Eschershausen. Die übrigen 15 Abbaugebiete sind in den 1950er und 1960er Jahren aus wirtschaftlichen Gründen geschlossen worden. In der Schweiz wurde unter anderem auch Naturasphalt aus dem Kanton Neuenburg verwendet.

### Technisch hergestellter Asphalt

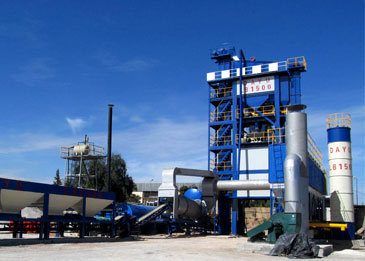
Asphaltmischanlage

Der Großteil des eingebauten Asphalts wird in Asphaltmischanlagen hergestellt. Eine Anlage kann dabei je nach Erfordernis entweder stationär oder mobil ausgeführt sein. Ihre Leistungsfähigkeit bewegt sich im Bereich von 130 Tonnen bis 350 Tonnen Mischgut pro Stunde. Des Weiteren ist es möglich, dem Herstellungsprozess ausgebauten Asphalt beizugeben und so wiederzuverwerten.
Die Herstellung des Mischgutes erfolgt in einem elektronisch gesteuerten Prozess, in welchem die einzelnen Bestandteile des Asphaltmischgutes gezielt zusammengesetzt und vermischt werden. Hierfür werden zunächst die Gesteinskörnungen in vordosierter Menge der Trockentrommel zugegeben. Hier wird die enthaltene Feuchtigkeit des Gesteins verdampft und die erforderliche Temperatur des Asphalts erzeugt. Der in der Mischanlage, insbesondere in der Trockentrommel, anfallende Feinstaubanteil (auch Füller genannt) wird mit Hilfe einer Entstaubungsanlage abgetrennt und kann später wieder abgewogen zugesetzt werden. Die vordosierte Gesteinskörnung verlässt die Trockentrommel und gelangt in den Mischturm. Dort erfolgt die genaue Dosierung der warmen Gesteinskörnung, meist nach vorheriger Absiebung in verschiedene Korngrößen. Ist die gewünschte Kornzusammensetzung durch die Waage zusammengestellt, wird das heiße Bitumen in den Mischbehälter eingedüst und ungefähr 15 Sekunden lang mit der Gesteinskörnung vermischt. Anschließend kann das frische Mischgut mit Temperaturen, die meist zwischen 160 °C und 180 °C liegen, über Verladesilos oder direkt auf die Ladefläche eines Lkws gebracht werden.

### Asphalt aus nachwachsenden Rohstoffen
Um den Anteil fossiler Rohstoffe im Asphalt zu reduzieren, wird in jüngerer Zeit die Verwendung von Bindemitteln aus nachwachsenden Rohstoffen erprobt. Ein derartiges Produkt ist beispielsweise Rapsasphalt, bei dem ein Teil des Bitumens durch Rapsöl ersetzt wird. Eine weitere Entwicklung stellt das Produkt Vegecol dar, bei dem nach Angaben der Hersteller das Bitumen zur Gänze durch ein Bindemittel aus nachwachsenden Rohstoffen ersetzt wird.
In Stuttgart wurde im Herbst 2024 erstmals bei einer Straßensanierung ein Asphalt verwendet, dessen Bindemittel vollständig aus dem Öl von Cashewschalen besteht. Dieser neuartige Asphalt wurde in Zusammenarbeit mit der Hochschule für Technik Stuttgart entwickelt und bietet mehrere Vorteile. Zum einen ist die Qualität des Ausgangsrohstoffs konstant im Gegensatz zur schwankenden Qualität bei erdölbasiertem Bitumen. Zum anderen ist der Energieverbrauch bei der Asphaltherstellung durch niedrigere Verarbeitungstemperaturen geringer. Und darüber hinaus ist die Geruchs- und Rauchentwicklung während des Einbaus merklich reduziert. Nachteilig sind die deutlich höheren Kosten für die Herstellung des Mischguts.

## Verwendung

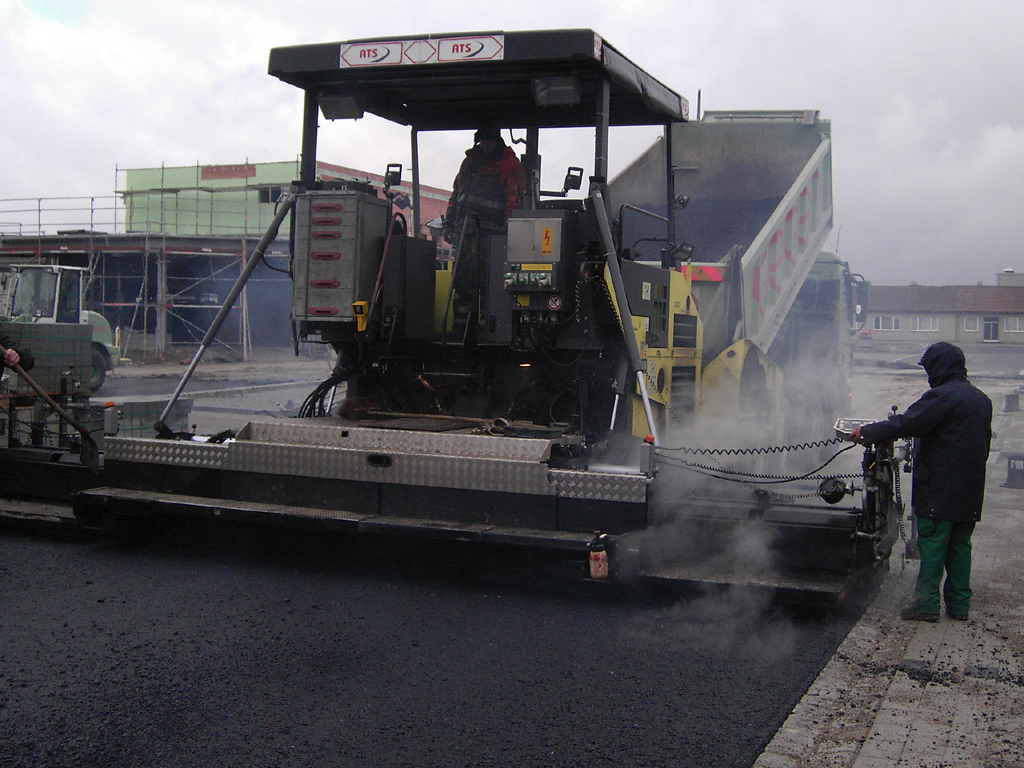
Einbau von Asphaltmischgut mit Straßenfertiger. Vorne kippt ein Lkw frisches Mischgut in den Vorratskübel des Fertigers, der hinten den Asphalt profilgerecht einbaut und vorverdichtet.

Am häufigsten wird Asphalt zur Befestigung einer Bodenfläche verwendet. Hierbei unterscheidet man zwischen Walzasphalt und Gussasphalt. Walzasphalt erhält den geforderten Verdichtungsgrad erst durch den Einsatz von Straßenwalzen, Gussasphalt lässt sich dagegen flüssig verarbeiten und muss nicht verdichtet werden.
Neben der Verwendung im Straßen- und Wegebau bietet Asphalt noch weitere Einsatzmöglichkeiten. So eignet er sich für Verkehrsflächen auf Flughäfen, Parkplätzen, bei Schienenwegen als Tragschicht unterhalb des Schienenweges, aber auch als Abdichtungssystem im Wasserbau und beim Deponiebau. In der Garten- und Landschaftsarchitektur wird zum Beispiel farbiger Asphalt eingesetzt, um Wege, Plätze und Freizeitanlagen zu gestalten.
Abgesehen von den oben genannten Anwendungsfällen dient Asphalt auch als Belag für Renn- und Teststrecken. In diesem Fall werden besonders hochwertige und polierresistente Mineralstoffe sowie ein durch Kunststoffadditive veredeltes Bitumen, ähnlich dem Polymerbitumen im Straßenbau, herangezogen. Der mehrschichtig aufgebaute Belag wird durch die regelmäßigen Brems- und Beschleunigungsvorgänge stark beansprucht, des Weiteren werden hohe Anforderungen an die Griffigkeit der Oberflächenschicht gestellt. Eine neuartige Entwicklung stellt in diesem Zusammenhang die Beigabe von Wolfram im Mischgut dar. Das Ergebnis, eine extrem raue Asphaltoberfläche, wird auf den Auslaufzonen des Circuit Paul Ricard genutzt, um von der Strecke abgekommene Fahrzeuge rasch und ohne wesentlichen Schaden abzubremsen.
Bei einer speziellen Technik der Radierung, Aquatinta genannt, wird Asphaltstaub verwendet. Die weltweit erste erhaltene Fotografie, die Heliographie von Joseph Nicéphore Nièpce, beruht auf der Lichtempfindlichkeit bestimmter Asphaltschichten.

### Asphalttragschicht

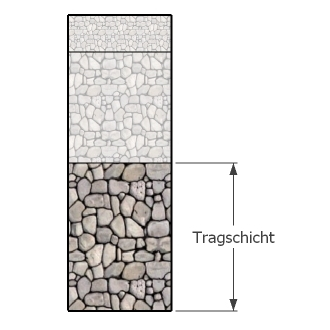
Lage der Tragschicht im Asphaltoberbau

Asphalttragschichten (selten auch als Bitukies oder Bitumenkies bezeichnet) werden als erste gebundene Asphaltschicht im Straßenoberbau eingebaut und übernehmen die tragende Funktion des befestigten Asphaltpaketes. Sie liegen auf einer weiteren, ungebundenen Tragschicht (z. B. Frostschutzschicht) oder einer eventuell hydraulisch gebundenen Tragschicht (z. B. Tragschichten mit hydraulischen Bindemitteln) bzw. bei entsprechenden Bauweisen direkt auf dem Planum. Die Asphalttragschicht wird in aller Regel mit der Fahrbahndecke, bestehend aus Binder- und Deckschicht oder nur mit einer Deckschicht überbaut.
Asphalttragschichten geben der Binder- und/oder Deckschicht eine gleichmäßige, standfeste Unterlage. Während der Nutzungsdauer (bei sachgerechter Herstellung bis zu 50 Jahre) sollen sie im festen Verbund mit Binder- und Deckschicht die Verkehrslasten abtragen und so auf die Unterlage verteilen, dass die gesamte Straßenbefestigung keinen Schaden nimmt. Um diesen Anforderungen gerecht zu werden, ist eine Mindestdicke von 8 cm erforderlich. Beim Überbauen alter (unebener) Fahrbahnbefestigungen sollten in Ausgleichschichten 6 cm Dicke an Einzelstellen nicht unterschritten werden.
Es werden bei der Asphalttragschicht zwischen verschiedenen Mischgutsorten unterschieden, als Bindemittel wird dabei ein Bitumen 50/70 oder 70/100 nach DIN EN 12591 verwendet.
| Asphalttragschicht       | AC 32 T S AC 22 T S | AC 32 T N AC 22 T N | AC 32 T L AC 22 T L |
| ------------------------ | ------------------- | ------------------- | ------------------- |
| Mindesteinbaudicke in cm | 8,0                 | 8,0                 | 8,0                 |
| Verdichtungsgrad in %    | ≥ 98,0              | ≥ 98,0              | ≥ 98,0              |

Eine Abwandlung der Asphalttragschicht ist die Asphaltfundationsschicht. Es handelt sich hierbei um eine bituminös gebundene Tragschicht, an die geringe Anforderungen gestellt werden und als Ersatz für hochwertige ungebundene Tragschichten oder Bodenverfestigungen verwendet werden. Diese Tragschicht besteht zu einem großen Teil aus Ausbauasphalt und kann im Heiß- und im Kalteinbau hergestellt werden.

### Asphaltbinderschicht

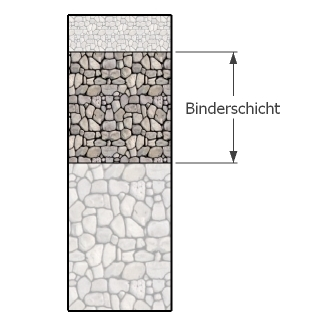
Lage der Binderschicht im Asphaltoberbau

Eine Asphaltbinderschicht wird bei stärker belasteten Straßen (Belastungsklassen Bk100 bis Bk3,2) zwischen der darunterliegenden, grobkörnigen Asphalttragschicht und der darüber liegenden, feinkörnigen Asphaltdeckschicht eingebaut. Sie überträgt die durch den Verkehr verursachten Kräfte (darunter besonders die Schubkräfte) in die unteren Schichten der Straße und verhindert Verformungen. Ursprünglich wurde die Binderschicht zur Bindung von ungebundenen Tragschichten genutzt, um eine ebene Oberfläche zu erhalten. Von dieser Nutzung leitet sich der Name der Binderschicht ab.
Bei geringer belasteten Straßen (Bauklassen IV bis VI) wird Asphaltbinder 0/11 zum Profilausgleich verwendet. Das erleichtert den Einbau einer gleichmäßig dicken Deckschicht mit der benötigten Ebenheit.
Es gibt drei unterschiedliche Sorten von Asphaltbindern. Sie bestehen aus einer abgestuften Gesteinskörnung – Edelsplitt, Edelbrechsand, Natursand und Gesteinsmehl – und Straßenbaubitumen oder polymermodifiziertem Bitumen als Bindemittel. Die RStO empfehlen je nach Bauklasse eine Schichtdicke von 4 bis 8 cm.
| Asphaltbinder         | AC 22 B S    | AC 16 B S   | AC 16 B N   |
| --------------------- | ------------ | ----------- | ----------- |
| Einbaudicke in cm     | 7,0 bis 10,0 | 5,0 bis 9,0 | 5,0 bis 6,0 |
| Verdichtungsgrad in % | ≥ 98,0       | ≥ 98,0      | ≥ 98,0      |

### Asphaltdeckschicht

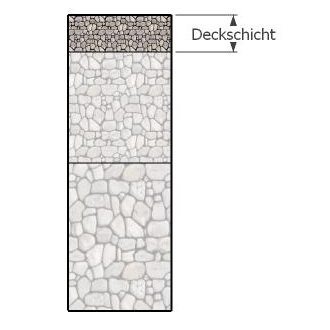
Lage der Deckschicht im Asphaltoberbau

Asphaltdeckschichten (selten auch als Verschleißschichten bezeichnet) sind die obersten, direkt beanspruchten Schichten der Asphaltbefestigungen. Sie unterliegen den unmittelbaren Einwirkungen des Verkehrs, der Witterung und der Auftaumittel.
Die dort für Deckschichten vorgesehene einheitliche Dicke von 4 cm ist nicht für alle Mischgutsorten zweckmäßig: Sehr grobkörnige Mischgutsorten sollten dicker, sehr feinkörnige können dünner eingebaut werden (Faustregel: Mindesteinbaudicke = Größtkorn × 2,5). Da die Asphaltdeckschicht speziell für die Abnutzung durch den täglichen Verkehr vorgesehen ist, sollte sie in regelmäßigen Abständen im Rahmen eines sogenannten Deckenbauprogrammes erneuert werden, um die Straße zu erhalten.
Verkehrsflächen sind so zu bauen, dass sie unter Beachtung der Wirtschaftlichkeit die gestellten Anforderungen nicht nur bei Inbetriebnahme, sondern auf Dauer erfüllen, sich leicht warten lassen und überhaupt einen geringen Erhaltungsaufwand erfordern. Dafür gibt es unterschiedliche Mischgutarten. Der Unterschied besteht in der Zusammensetzung der Gesteinskörnungen und dem Bindemittelgehalt. Nachfolgend werden die verschiedenen Asphaltdeckschichten erläutert.

#### Asphaltbeton (Heißeinbau)
Asphaltbeton (veraltet je nach Korngröße auch Asphaltfeinbeton oder Asphaltgrobbeton) wird im Straßenbau als Deckschicht verwendet und ist für Straßen der Belastungsklassen Bk10 bis Bk0,3 (früher: Bauklassen II bis VI) und Wege aller Art sowie für andere Verkehrsflächen nach den RStO geeignet. Der hohlraumarm zusammengesetzte Asphaltbeton besteht aus einem Gesteinskörnungsgemisch (grobe und feine Gesteinungskörnung sowie Füller) mit abgestufter Korngrößenverteilung und Straßenbaubitumen oder polymermodifiziertem Bitumen. Das Größtkorn des Gesteinskörnungsgemisches kann dabei bis zu 16 mm betragen.
Damit die Asphaltdeckschicht aus Asphaltbeton eine angemessene Rauheit aufweist, muss sie abgestumpft werden. Dies ist besonders zur Erhöhung der Anfangsgriffigkeit erforderlich. Zum Abstumpfen wird rohes oder bindemittelumhülltes Abstreumaterial (gebrochene Gesteinskörnung der Lieferkörnung 1/3 oder 2/5) auf die noch heiße Asphaltdeckschicht gestreut und mit Walzen fest eingedrückt. Abstreumaterial, das nicht gebunden wurde, muss anschließend entfernt werden.
Die geforderten Eigenschaften für den Bau von Asphaltbeton in Verkehrsflächen nach den RStO werden in den ZTV/TL Asphalt-StB 07/13 geregelt. Für Asphaltbeton in ländlichen Wegen gelten die ZTV LW. Nach Anforderung unterscheidet sie verschiedene Typen von Asphaltbeton und gibt Korngrößenverteilung, Art und Menge des Bindemittels, Eigenschaften des Mischgutes (Verdichtungstemperatur, Hohlraumgehalt) und Eigenschaften der Schicht (Einbaudicke, Einbaugewicht, Verdichtungsgrad, Hohlraumgehalt) an. Die Wahl der Mischgutsorte richtet sich nach der Verkehrsbelastung und der gewünschten Oberflächenstruktur (fein- bis grobrau).
Asphaltbeton wird ferner bei Bauwerken, insbesondere zur Abdichtung von Talsperren, verwendet.
| Asphaltbeton             | AC 16 D S   | AC 11 D S   | AC 11 D N AC 11 D L | AC 8 D S AC 8 D N AC 8 D L | AC 5 D L    |
| ------------------------ | ----------- | ----------- | ------------------- | -------------------------- | ----------- |
| Einbaudicke in cm        | 5,0 bis 6,0 | 4,0 bis 5,0 | 3,5 bis 4,5         | 3,0 bis 4,0                | 2,0 bis 3,0 |
| Verdichtungsgrad in %    | ≥ 98,0      | ≥ 98,0      | ≥ 98,0              | ≥ 98,0                     | ≥ 97,0      |
| Hohlraumgehalt in Vol.-% | ≤ 6,5       | ≤ 5,5       | ≤ 5,5               | ≤ 5,5                      | ≤ 5,5       |

#### Asphaltbeton (Warmeinbau)
Asphaltbeton im Warmeinbau ist eine veraltete Mischgutsorte und ist in der aktuellen Richtlinie nicht mehr enthalten. Sie eignet sich für Deckschichten der Bauklassen IV bis VI, also Verkehrsflächen mit geringer Verkehrsbelastung. Von einer Verwendung auf Fahrbahnen sollte abgesehen werden. Nach dem Einbau und der Verdichtung erreicht der Asphaltbeton seine endgültige Dichtigkeit erst durch die Nachverdichtung unter Verkehr. Inhaltlich setzt sich der Asphaltbeton im Warmeinbau aus einem Mineralgemisch 0/5, 0/8 oder 0/11 sowie einem Fluxbitumen FB 500 zusammen. Zur Verbesserung der Oberflächengriffigkeit sollte die Deckschicht nach dem Einbau mit Splitt abgestumpft werden. Der Einbau erfolgt bei einer Mischguttemperatur von ungefähr 60 °C, Asphaltbeton im Heißeinbau wird dagegen bei 120 °C verarbeitet.
In den Regelwerken ist der Einbau von Asphalt im Warmeinbau aus Gründen des Umweltschutzes nicht mehr vorgesehen, es kommt nur noch vereinzelt zur Anwendung dieses Materials. Das verwendete Flux- oder Verschnittbitumen ist in Deutschland nicht mehr normiert und vielfach durch Gesetze untersagt.

#### Splittmastixasphalt
Der Splittmastixasphalt (englisch Stone Mastic Asphalt, kurz SMA) ist eine spezielle Sorte des Asphalts für Deckschichten mit einem höheren Bitumen- und Splittgehalt. Es kann entweder gewöhnliches Straßenbaubitumen oder auch polymermodifiziertes Bitumen (kurz PmB) beigegeben werden. So soll die Haltbarkeit erhöht werden, wodurch er für hohe Verkehrsbelastungen wie auf Autobahnen geeignet ist. Zusätzlich müssen noch stabilisierende Zusätze (z. B. Zellulose- oder synthetische Fasern) beigemischt werden. Diese Zusätze haben die Aufgabe, das sozusagen „überdosierte“, in dieser Menge aber benötigte Bitumen während Herstellung, Transport und Einbau an den Mineralstoffen festzuhalten und am Ablaufen zu hindern. Die Oberflächenstruktur ist grobkörnig und ähnlich der von Drainasphalt (offenporiger Asphalt, siehe unten). Auch weist SMA einen ähnlichen Effekt der Geräuschverminderung wie offenporiger Asphalt auf, wenn auch in geringerem Maße von etwa 2 dB(A).
Entwickelt wurde diese Asphaltsorte in den 1960er Jahren in Deutschland, als man Asphaltmastixdecken zur Erhöhung der Standfestigkeit mit Splitt abstreute und diesen einwalzte. Das reduzierte auch den Abrieb durch die damals noch zugelassenen Spikes wesentlich.
| Splittmastixasphalt      | SMA 11 S    | SMA 8 S     | SMA 8 N     | SMA 5 N     |
| ------------------------ | ----------- | ----------- | ----------- | ----------- |
| Einbaudicke in cm        | 3,5 bis 4,0 | 3,0 bis 4,0 | 2,0 bis 3,5 | 2,0 bis 3,0 |
| Verdichtungsgrad in %    | ≥ 98,0      | ≥ 98,0      | ≥ 98,0      | ≥ 98,0      |
| Hohlraumgehalt in Vol.-% | ≤ 5,0       | ≤ 5,0       | ≤ 5,0       | ≤ 5,0       |

Für Splittmastixasphalt in Verkehrsflächen der Belastungsklassen Bk100 bis Bk3,2 mit besonderen Beanspruchungen müssen besonders polierresistente grobe Gesteinskörnungen (PSV min 53) eingesetzt werden, da die Splittkörner stärker durch Polieren beansprucht werden. Dies liegt an dem im Vergleich zu Asphaltbeton deutlich niedrigeren Sandanteil und der geringeren Berührungsfläche zwischen Reifen und Fahrbahn.
Splittmastixasphalt verträgt in Hinblick auf Verdichtbarkeit und Verformungsbeständigkeit größere Schwankungen der Schichtdicke – zum Beispiel bei unebener Unterlage – als Asphaltbeton, da er relativ unempfindlich gegenüber Nachverdichtung und Verformung ist.
Zu den Einsatzgebieten von Splittmastixasphalt zählen:
- Hoch beanspruchte Straßen
- Verkehrsflächen, die nur kurzfristig dem Verkehr entzogen werden können
- Im Rahmen der Instandsetzung auf unebener Unterlage mit entsprechenden Schwankungen der Einbaudicke
- Wohn- und Erschließungsstraßen im kommunalen Bereich

#### Gussasphalt

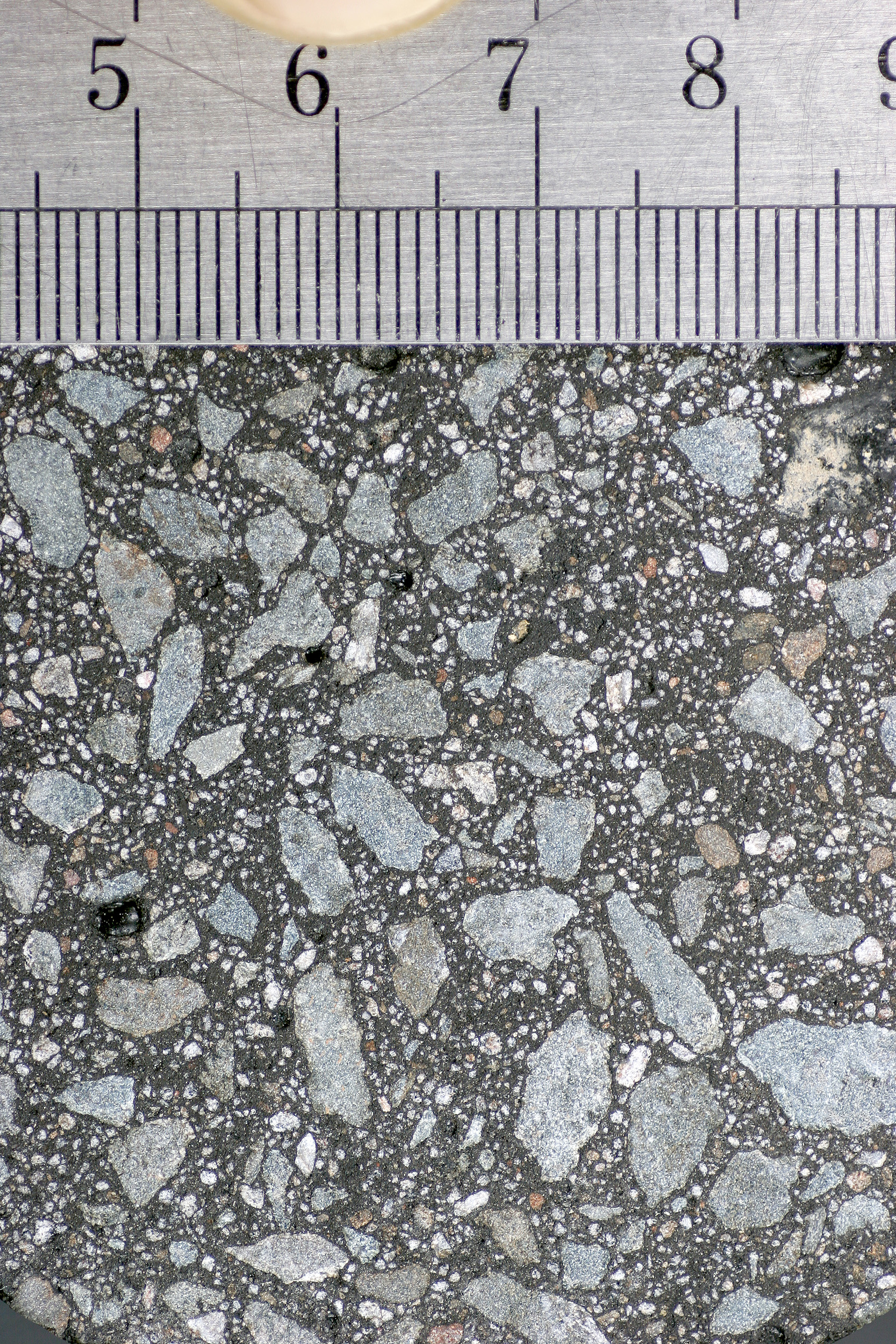
Querschnitt eines Gussasphalt mit der Lieferkörnung 0/5

Gussasphalt ist ein Asphalt, der sich durch seinen hohen Anteil von Bitumen und Gesteinskörnern kleiner als 0,063 Millimeter (dem sogenannten Füller) auszeichnet. Er besteht aus groben und feinen Gesteinskörnungen, Gesteinsmehl und Bitumen. Korngrößenverteilung und Bindemittelgehalt sind so eingestellt, dass die Hohlräume des Gesteinskörnungsgemisches vollständig mit Bitumen ausgefüllt sind und darüber hinaus noch ein geringfügiger Bitumenüberschuss besteht. Dadurch lässt er sich im Gegensatz zu den anderen Asphaltarten flüssig verarbeiten, d. h., er muss nicht verdichtet werden.
Gussasphalt wird vor allem beim Bau hoch beanspruchter Straßen (Autobahnen) und häufig auf Brücken verwendet. Der Vorteil bei der Verwendung auf Brücken ist insbesondere, dass die Brücken zum Zeitpunkt des Einbaus noch nicht mit einem Asphaltfertiger oder mit Straßenwalzen befahrbar sein müssen. Die Brücke – inklusive des asphaltierten Fahrweges darauf – kann daher vor der Fertigstellung der an die Brücke anschließenden Straße bereits vollständig fertiggestellt werden.
Der Transport zur Baustelle erfolgt mit speziellen Gussasphaltkochern, der Einbau erfolgt mit speziellen Einbaubohlen oder von Hand. Damit eine ausreichende Griffigkeit erreicht wird, muss beim Einbau feinkörniger Splitt aufgestreut und eingewalzt werden. Dabei verbessert heller Splitt die Sichtverhältnisse bei Nacht und vermindert außerdem die Erwärmung der Oberfläche bei starker Sonneneinstrahlung, was sich günstig auf die Verformungsstabilität auswirkt.
| Gussasphalt       | MA 11 S MA 11 N | MA 8 S MA 8 N | MA 5 S MA 5 N |
| ----------------- | --------------- | ------------- | ------------- |
| Einbaudicke in cm | 3,5 bis 4,0     | 2,5 bis 3,5   | 2,0 bis 3,0   |

Gussasphalt besitzt kein in sich abgestütztes Korngerüst. Die Lastabtragung erfolgt größtenteils über den Mörtel, der dazu erheblich steifer sein muss (härteres Bitumen, mehr Füller) als zum Beispiel beim Asphaltbeton. Der steife Mörtel erfordert deutlich höhere Herstellungs- und Einbautemperaturen. Durch Variation der Zusammensetzung lassen sich die Verarbeitbarkeit und Verformungsbeständigkeit in weitem Rahmen steuern, während die Griffigkeit vom eingebundenen Abstreusplitt abhängt.

#### Asphaltmastix
Asphaltmastix ist eine Mischung aus Bitumen und Gesteinen mit einer Korngröße unter 2 mm. Im Wasserbau wird er zum Verfüllen der Fugen von Steinschüttungen verwendet. Überwiegend dient er zur Abdichtung von Bauwerken, wobei die Verwendung in den 1990er Jahren stark zurückgegangen ist. Eine Normung in der aktuellen Richtlinie ist nicht mehr enthalten. Asphaltmastix mit einem geringeren Bitumenanteil (ungefähr 12–14 %) wird im Straßenbau gelegentlich als Reparaturmaterial zur Oberflächenverbesserung eingesetzt.

#### Asphalttragdeckschicht
Das Tragdeckschichtmischgut ist eine Asphaltsorte, die die Funktionen von Asphaltdecke und Asphalttragschicht vereint. Es wird vor allem im landwirtschaftlichen Wegebau sowie auf Rad- und Gehwegen eingesetzt, wo wegen des relativ geringen Verkehrsaufkommens eine Befestigung mit gutem Kosten/Nutzen-Verhältnis benötigt wird. Es können nur gebrochene Gesteinskörnungen verwendet werden. Falls nach dem Einbau mit starker Verschmutzung zu rechnen ist, wie z. B. bei landwirtschaftlichen Wegen, soll die heiße Oberfläche mit rohem oder bindemittelumhülltem Sand abgestreut werden, um die Rauheit zu verbessern.
| Asphalttragdeckschicht   | AC 16 TD     |
| ------------------------ | ------------ |
| Einbaudicke in cm        | 5,0 bis 10,0 |
| Verdichtungsgrad in %    | ≥ 97,0       |
| Hohlraumgehalt in Vol.-% | ≤ 6,5        |

#### Offenporiger Asphalt

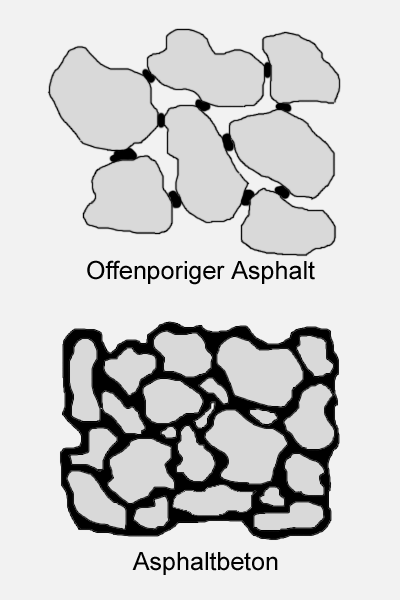
Vergleich zwischen offenporigem Asphalt und hohlraumarmem Asphaltbeton. Beim Asphaltbeton sind alle Mineralstoffe mit Bitumen umhüllt, die Mineralstoffe des offenporigen Asphalts werden dagegen nur an wenigen Punkten durch Bitumen verbunden. Es fehlen feine Körnungen, die die Hohlräume ausfüllen könnten.

Offenporiger Asphalt (kurz OPA bzw. englisch Porous Asphalt, PA) wird auch als Drainasphalt (teilweise auch Dränasphalt), Flüsterasphalt bzw. Flüsterbelag oder lärmoptimierter Asphalt bezeichnet. Der offenporige Asphalt ist eine spezielle Art des Asphaltbetons, die in den 1980er Jahren entwickelt wurde.
| Offenporiger Asphalt                  | PA 11         | PA 8          |
| ------------------------------------- | ------------- | ------------- |
| Einbaudicke einschl. Abdichtung in cm | 5,0 bis 6,0   | 4,5 bis 6,0   |
| Verdichtungsgrad in %                 | ≥ 97,0        | ≥ 97,0        |
| Hohlraumgehalt in Vol.-%              | 22,0 bis 28,0 | 22,0 bis 28,0 |

Die Zusammensetzung zeichnet sich durch ihren hohen Anteil von groben Gesteinskörnungen aus, der einen hohen Gehalt an zusammenhängenden Hohlräumen zur Folge hat. Durch diese Hohlräume kann das Regenwasser nach unten abgeleitet werden. Eine Abdichtung aus Bitumen verhindert, dass das Wasser in den Untergrund oder in den Straßenkörper abläuft. Diese besteht aus polymermodifiziertem oder gummimodifiziertem Bitumen und wird zur Befahrbarkeit mit Edelsplitt 8/11 oder 5/8 abgestreut. Diese Schicht wird im englischen Sprachraum Stress Absorbing Membrane Interlayer (kurz SAMI) genannt. Alternativ zu SAMI wird auch eine dünne Schicht aus Gussasphalt als Abdichtung eingebaut. Der Vorteil der Gussasphaltabdichtung ist, dass im Vergleich zu SAMI kein Bindemittel in das offenporige Korngerüst eindringen und so die akustische Wirkung verringern kann. Das Oberflächenwasser wird durch die Schrägneigung (mindestens 2,5 %) – einer Kombination aus Längs- und Querneigung – der Straße seitlich abgeleitet. Um das anfallende Wasser sicher ableiten zu können, werden am Rand der Straße entweder spezielle Entwässerungsrinnen eingebaut, oder der befestigte Straßenrand, wie zum Beispiel eine gepflasterte Gosse, muss um Deckschichtstärke tiefer liegen, damit das Wasser ungehindert abfließen kann. Insgesamt bildet sich auf der Fahrbahnoberfläche durch all diese Maßnahmen nur ein sehr dünner Wasserfilm. Dies hat erhebliche positive Auswirkungen auf die Verkehrssicherheit: Zum einen verringert sich die Sprühfahnenbildung, was zu wesentlich besseren Sichtverhältnissen führt, und zum anderen wird die Aquaplaning-Gefahr deutlich reduziert.
Der hohe Anteil an Hohlräumen absorbiert außerdem den Schall der Fahrgeräusche und verhindert teilweise überhaupt deren Entstehung (durch Luftableitung), weshalb er auch Flüsterasphalt genannt wird. Dieser Effekt macht sich besonders bei Straßen bemerkbar, bei denen die Reifen-Fahrbahn-Geräusche die Hauptgeräuschquelle darstellen, wie z. B. bei Autobahnen. Es werden Lärmreduzierungen von rund 5 bis 10 dB(A) erreicht, was für das menschliche Hörempfinden etwa einer Reduzierung um ein Drittel bis zur Halbierung entspricht. Die lärmmindernde Wirkung lässt jedoch nach etwa sechs bis acht Jahren nach, da Straßenschmutz und Reifenabrieb die Poren verstopfen. Da eine Reinigung der Poren bisher nicht möglich ist, sind andere Lösungsansätze in Form von Schmutz abhaltenden bzw. abweisenden Schichten in der Erprobung.
Der Einsatz von zweilagigem offenporigem Asphalt (kurz ZWOPA oder 2OPA), wurde in Deutschland beispielsweise auf der A 9 bei Garching und der A 30 im Bereich Osnabrück erprobt. Dieser Baustoff besteht aus zwei Lagen offenporigen Asphalts, die untere mit der Körnung 0/16 und die obere Lage mit der Körnung 0/8. Im Bereich der Erprobung auf der A 9 bei Garching musste der ZWOPA vorzeitig ersetzt werden. Wegen der kurzen Nutzdauer wurde dieser durch einen OPA ersetzt.
OPA der neuen Generation wird in Deutschland beispielsweise auf der A 61 auf einem 6 km langen Stück zwischen der Anschlussstelle Miel und dem Kreuz Meckenheim seit dem 29. August 2007 erprobt.
Während der praktischen Anwendung sind bisher im europäischen Ausland kaum Probleme aufgetreten. So ist die Beständigkeit gegenüber Spurrinnenbildung sehr gut, es tritt jedoch bei sehr niedrigen Temperaturen erhöhter Verschleiß durch Schneekettennutzung auf. Die Schneeketten können Teile der Asphaltschicht beschädigen. Was bei normaler feuchter Witterung ein positiver Effekt ist, nämlich das schnellere Ablaufen des Wassers, führt im Winter zu erhöhtem Salzverbrauch, in alpinen Regionen um durchschnittlich 40 % mehr Salzverbrauch.
Lokale Schädigungen werden derzeit durch den Austausch der Deckschicht behoben. Die Möglichkeiten zur groß- und kleinflächigen Sanierung von geschädigten OPA-Belägen befinden sich in Deutschland noch im Versuchsstadium. Alle neu gebauten italienischen Autobahnen werden seit 2003 mit offenporigen Asphalten versehen. Dänemark, die Schweiz und andere europäische Länder, vor allem die Niederlande, setzen offenporigen Asphalt seit Jahren in großem Umfang ein. In Österreich wurde diese Bauweise im Autobahn- und Schnellstraßennetz der ASFINAG aufgrund der kurzen Lebensdauern von z. T. weniger als 5 Jahre kurz nach der Jahrtausendwende aufgegeben. Die ursprünglich vorhandenen OPA-Abschnitte wurden zwischenzeitlich vollständig durch andere lärmmindernde Bauweisen (z. B. lärmmindernder Splittmastixasphalt der in Österreich definierten Sorte SMA S3 oder lärmmindernde Waschbetondecken) ersetzt.
In den Medien wurde oft berichtet, dass offenporiger Asphalt, speziell der sogenannte Flüsterasphalt, eine geringere Griffigkeit habe und damit ein Problem für die Verkehrssicherheit darstelle. Bei intaktem OPA sind diese Behauptungen falsch. Mischgutarten mit kleineren Gesteinskörnungen haben zwar tendenziell bessere Griffigkeiten, eine ausreichende Griffigkeit kann aber auch mit gröberer Gesteinskörnung erreicht werden. Da jedoch das Einzelkorn bei gröberen Mischgutarten erhöhter Polierbeanspruchung und damit Verschleiß ausgesetzt ist, nimmt die Griffigkeit von OPA schneller als bei herkömmlichem Asphalt ab. Um diesen Verschleiß zu verlangsamen, müssen höhere Anforderungen an die Qualität des Mischgutes gestellt werden, wobei man jedoch nicht an die Haltbarkeit von herkömmlichem Asphalt guter Qualität herankommt. Gealterter und verschlissener OPA kann daher eine für die Verkehrssicherheit zu geringe Griffigkeit aufweisen. In diesem Zusammenhang wurden zum Beispiel nach Unfallhäufungen auf der A 8 bei Karlsbad die Beschaffenheit und Qualität des Belages vom Ministerium für Umwelt, Naturschutz und Verkehr Baden-Württemberg im Jahr 2004 überprüft, da vermutet wurde, dass die auffällig schnelle Abnahme der Griffigkeit durch fehlerhaftes oder minderwertiges Mischgut verursacht worden sein könnte.
Durch die höheren Anforderungen an OPA der neuen Generation sind die Herstellungskosten etwa dreimal so hoch wie bei herkömmlichem Asphalt bei gleichzeitig geringerer Haltbarkeit. Deshalb ist ein flächendeckender Einsatz bisher nicht geplant.

#### Porous Mastic Asphalt
Porous Mastic Asphalt (kurz PMA bzw. PMA 5) ist ein weiterentwickelter Gussasphalt mit offenporiger Oberflächenstruktur und lärmmindernder Eigenschaften, der auf Autobahnen und Schnellstraßen sowie in den Belastungsklassen Bk32 bis Bk0,3 verwendet werden kann. Der Asphalt ist selbstverdichtend und benötigt keine Verdichtungsenergie, weder durch den einbauenden Asphaltfertiger noch durch Walzen (lediglich glätten). Ein nachträgliches Abstreuen mit einer groben Gesteinskörnung ist ebenfalls unnötig. Der erstmals 2008 in Nordrhein-Westfalen eingesetzte Asphalt befindet sich in der Entwicklungsphase und ist daher noch eine Sonderbauweise im deutschen Straßenbau. Weitere Versuchsstrecken folgten u. a. 2011 nördlich von Potsdam auf der B 5, im Oktober 2011 innerorts in Erfurt (Moritzwallstraße), 2012 auf mehreren Straßen in Bayern, sowie 2013 in Hessen auf der BAB 5 zwischen den Anschlussstellen Ober-Mörlen und Friedberg.
Gegenüber herkömmlichen Asphalt setzt sich der feinkörnige, bindemittelreiche Mörtel in den Hohlräumen des Splittgerüstes der groben Gesteinskörnungen während des Einbauvorganges nach unten ab. Innerhalb der PMA-Schicht ergibt sich eine Verteilung der Hohlräume dahingehend, dass der oberflächennahe Bereich einen Hohlraumgehalt von bis zu 20 Vol.-% und der untere Bereich einen gegen Null gehenden Hohlraumgehalt aufweist. Die Oberfläche wird durch eine grobe Gesteinskörnung bestimmt und bewirkt dadurch eine Lärmminderung von ca. 4 dB(A). Trotz der OPA-ähnlichen Eigenschaften ist eine Anpassung der Entwässerung oder auch eine regelmäßige Reinigung nicht notwendig.

#### Niedrigtemperaturasphalt
Vor allem um Energie bei der Herstellung von Asphaltmischgut zu sparen und damit den Ausstoß an Kohlendioxid (CO2) zu reduzieren, aber auch unter dem Aspekt des Gesundheits- und Arbeitsschutzes werden seit einiger Zeit Niedrigtemperaturasphalte (kurz NTA) erprobt. Der normalen Asphaltrezeptur werden Zusätze in Form von Wachsen oder Zeolithen zugegeben (Additive), die es ermöglichen, den Asphalt bei niedrigeren Temperaturen zu mischen und einzubauen, ohne dass dabei seine Verarbeitungseigenschaften und seine Gebrauchseigenschaften beeinträchtigt werden. Die NTA wurden in Deutschland entwickelt und mittlerweile auch in den USA, Frankreich und zahlreichen anderen Ländern erfolgreich eingesetzt. Eine um 10 °C abgesenkte Herstellungstemperatur spart bis zu 10 % Energie. Außerdem entweichen dem Asphalt exponentiell mit ansteigender Temperatur mehr Dämpfe und Aerosole aus dem Bitumen. Eine Gesundheitsgefährdung durch diese Dämpfe und Aerosole konnte bisher nicht nachgewiesen werden, jedoch können sie eine Geruchsbelästigung darstellen. Durch den Einsatz von NTA werden die Arbeitsbedingungen auf den Baustellen deutlich verbessert. Seit dem Mai 2006 regelt das „Merkblatt für Temperaturabsenkung von Asphalt“ (M TA) der Forschungsgesellschaft für Straßen- und Verkehrswesen (FGSV) den Einsatz und die Ausführung von temperaturabgesenkten Asphalten.

#### Reparaturasphalt (Kaltasphalt)
Besonders für kleinere Reparaturmaßnahmen, wie beispielsweise bei Schlaglöchern, Winterschäden und beim Verschließen von Versorgungsaufbrüchen und -schnitten, wird häufig Kaltasphalt verwendet. Auch die Herstellung von Anrampungen ist möglich. Dabei handelt es sich um Asphaltmischgut, das in kaltem Zustand verarbeitet werden kann. Beim Herstellungsprozess selbst kann viel Heizenergie eingespart werden. Kaltasphaltmischgüter werden in der Regel bei 80 °C bis 100 °C gemischt. Lange Zeit wurden Kaltmischgüter mit Edelsplitten und einem Fluxbitumen hergestellt. Zunehmend finden sich in Deutschland hochwertige Kaltmischgüter, welche auf polymermodifiziertes Bitumen oder auch Straßenbaunormbitumen unter der Zugabe von Additiven zurückgreifen. Diese modernen Verfahren ermöglichen eine Erhöhung der Lagerfähigkeit auf bis zu zwei Jahre. Mittlerweile ist es möglich, mit einigen Kaltmischgütern dauerhafte Reparaturen zu gewährleisten. Anerkannte Zertifizierungsstellen bestätigen zudem die Einbaufähigkeit von ausgesuchten Kaltasphalten bei Frost (−10 °C). Hier zeigen sich die großen Vorteile des Kaltmischgutes als Reparaturprodukt im Gegensatz zu Heißmischgütern (z. B. Gussasphalt). Diese sind bei Temperaturen unter dem Gefrierpunkt nicht mehr einsetzbar.
Durch Risse in den Deckschichten dringt Wasser in den Oberbau der Straßen und Verkehrswege ein. Im Winterhalbjahr entstehen so durch den Frost-Tau-Wechsel enorme Oberflächenschäden (Schlaglöcher). Durch die Wetterbeständigkeit der neuen Kaltasphalte ist die dauerhafte Reparatur solcher Schadstellen gewährleistet. Es ist darauf zu achten, dass Kaltmischgüter besonders die Nahtstellen gut abschließen und verdichten, da hier das erneute Eindringen von Wasser verhindert werden soll.

#### Flüssigkeitsundurchlässiger Asphalt
Es kann die Notwendigkeit bestehen, Asphaltbefestigungen so auszubilden, dass ein Eindringen von wassergefährdenden Stoffen (wie etwa Kraftstoffe, Chemiekalien oder andere Gefahrstoffe) in den Untergrund nicht möglich ist. Diese Art von Asphaltbefestigung kann beispielsweise bei Abfüllanlagen oder Tankstellen eingebaut werden. Es werden in diesem Fall spezielle Anforderungen an die Bindemittel, Gesteinskörnung und die Ausbildung von Fugen gestellt. Die Bezeichnung flüssigkeitsundurchlässig kann nur verwendet werden, wenn die ausgetretenen Stoffe vom Zeitpunkt des Erkennens bis zum Zeitpunkt der Beseitigung höchstens zu zwei Dritteln der Dicke der Asphaltschicht eingedrungen sind.

## Gestalten mit Asphalt

### Gestalten mit Farben

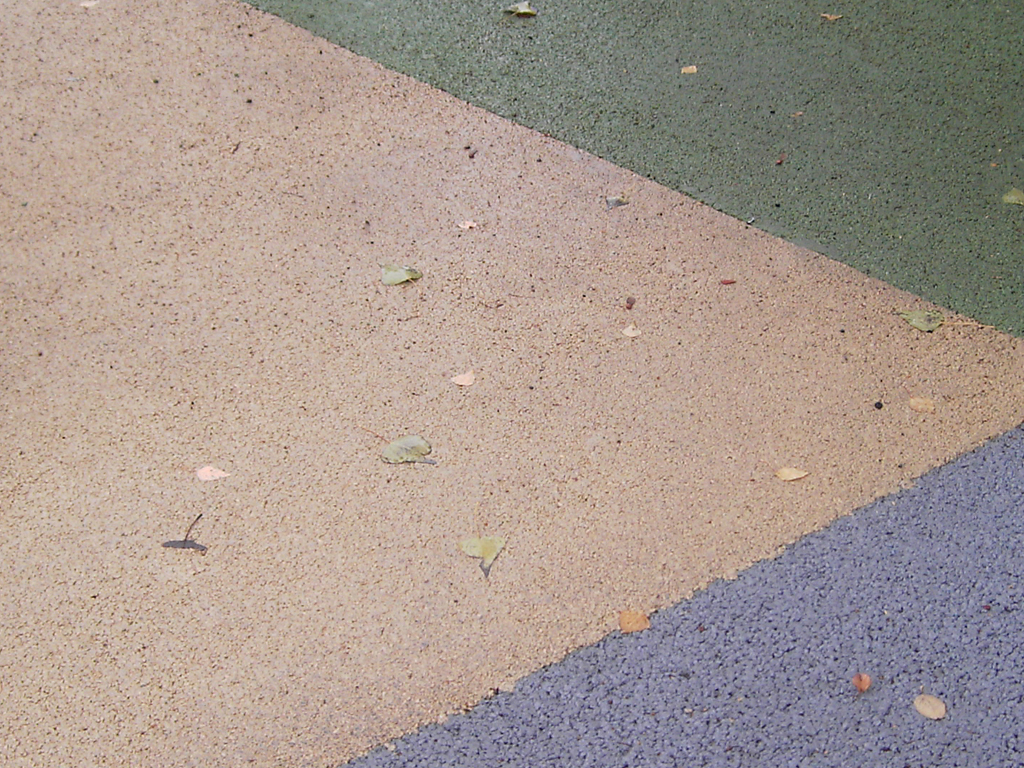
Asphaltmischgut in verschiedenen Farben ermöglicht die Gestaltung von Verkehrsflächen. So erhalten Radfahrstreifen vielerorts beispielsweise einen roten Fahrbahnbelag, um ihn besser zu kennzeichnen.

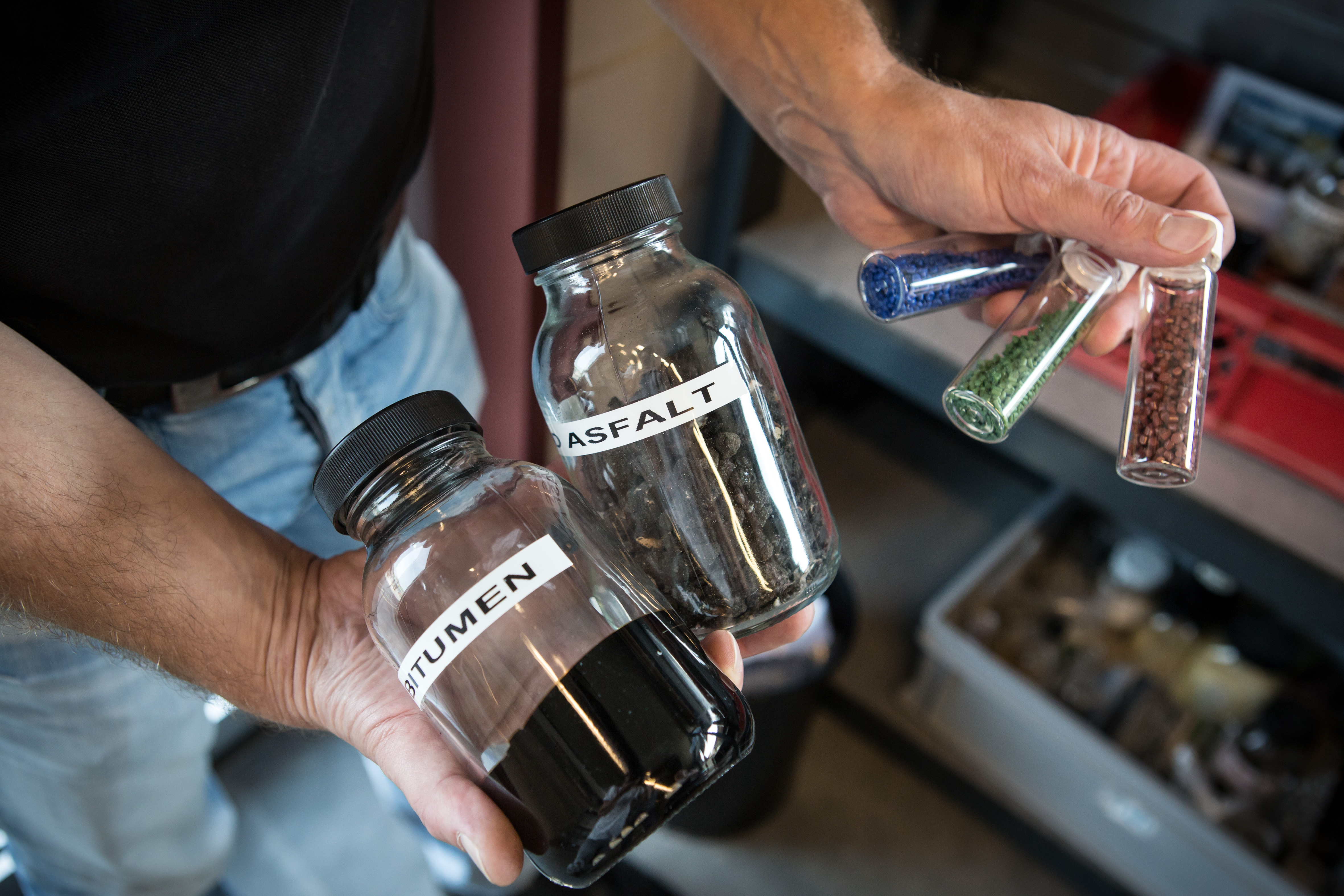
Farbpigmente (rechts)

Durch die Verwendung von farbigen Gesteinskörnungen, Farbpigmenten und/oder einfärbbaren Bindemitteln sowie den Einsatz von Asphaltfarbe oder eines Asphaltvorsatzes kann die Asphaltoberfläche den jeweiligen Anforderungen an die farbige Gestaltung angepasst werden. Weitere Möglichkeiten, optische Effekte zu erzeugen, sind auftragende oder abtragende Verfahren.

#### Farbasphalte
Farbasphalte lassen sich als Asphaltbeton, Splittmastixasphalt und Gussasphalt bevorzugt in den Körnungen 0–5 mm, 0–8 mm und 0–11 mm herstellen. Beim Einsatz von farblosem Bindemittel ist unbedingt vor dem Einbau die Eignung für die vorgesehenen Verkehrslasten und der Erweichungspunkt zu prüfen. Farblose Bindemittel sind hier nicht immer geeignet, da schwarze Asphaltdeckschichten in der Sonne liegend Temperaturen bis zu 80 Grad Celsius erreichen. Spezielle hochstandfeste Farbasphalte sind bis Belastungsklasse Bk100 (RStO 2012) einsetzbar. Da die Kornverteilung für die Weitergabe der Verkehrslasten von entscheidender Bedeutung ist, werden bei Verkehrslasten ab Bk1,8 die Walzasphalte optisch sehr grobkörnig und oft unattraktiv. Farbige Gussasphalte, auch als 0-11 S Asphalt gemischt, sind in der Oberfläche geschlossener, da die Hohlräume ausgefüllt sind. Die Textur der Asphaltdeckschicht lässt sich über die Größe der Gesteinskörnungen variieren. Bei neuartigen Dünnschicht-Farbasphalten findet der Lastabtrag über das Bindemittel statt. Hochstandfeste Mischungen lassen als Größtkorn 5 mm zu. Die Textur wird hierdurch gefälliger.

#### Dünnschicht-Farbasphalt
Dünnschicht-Farbasphalt ist ein Farbasphalt, der mit einem neuen Bindemittel auf der Baustelle gemischt wird. Dieser Walzasphalt wird in Körnungen bis 5 mm in einer Dicke von 1 cm bis 2 cm eingebaut. Im Unterschied zu normalen Walzasphalten oder Farbasphalten dient nicht das Mineral, sondern hauptsächlich das Bindemittel für den Lastabtrag. Dünnschicht-Farbasphalt ist im Vergleich deutlich härter, aber auch gleichzeitig flexibler. Es gibt hier keinerlei Dehnungsfugen. Der Erweichungspunkt liegt bei über 150 °C und er weist keine Spurrinnen auf. Im Spurbildungsversuch in Anlehnung an die „TP Asphalt“, Teil 22 (Spurrinnentest) sind die Ergebnisse (Absolute Spurrinnentiefe RD Luft 0,3 mm–2,1 mm) wie die Anforderungen von Rheinland-Pfalz an einen hochstandfesten Splittmastix bei dem Widerstand gegen Verformungen von maximal 3,5 mm. Somit ist Dünnschicht-Farbasphalt auch für extreme Belastungen geeignet. Für Busverkehr sind noch stabilere Mischungen (bis Bk100 nach RStO 2012) verfügbar.

#### Farbasphalt für hohe Verkehrslasten bis Bk100 (Busverkehr)
Farbasphalt für hohe Verkehrslasten ist ein Farbasphalt, der für extreme innerstädtische Belastungen durch den Busverkehr, insbesondere an Brems- und Beschleunigungspunkten (Bushaltestellen und Busbahnhöfen) entwickelt wurde. Das Bindemittel ist milchig und kann durch die Wahl der Zuschlagstoffe in vielen Farben hergestellt werden. Leuchtende Farben werden durch die Zugabe von Pigmenten erreicht. Da herkömmliche („schwarze“) Asphalte einen maximalen Erweichungspunkt von ca. 80 Grad Celsius aufweisen und normale Farbasphalte einen noch niedrigeren Erweichungspunkt haben, wird diese Temperatur schon durch die Sonneneinstrahlung an heißen Tagen erreicht. Erwärmt die Abstrahlung der Motorwärme wartender Busse die Fläche zusätzlich und bremst ein ankommender Bus an dieser Stelle, so entstehen die bekannten Schäden. Farbasphalt für hohe Verkehrslasten wirkt mit seinem Erweichungspunkt > 150 Grad Celsius diesem Effekt entgegen und schützt die darunter liegende Binderlage. Da die Temperatur in die Tiefe gehend um ca. 7 Grad Celsius pro cm abnimmt, befindet sich ein hochstandfester Asphaltbinder im sicheren Bereich. Farbasphalt für hohe Verkehrslasten wird maximal 2 cm eingebaut und kann zusätzlich mit der Asphaltprägetechnik gestaltet werden. Seine Oberfläche ist in der Textur gefällig, da hauptsächlich das Bindemittel für den Lastabtrag verantwortlich ist und mit einem Größtkorn von 5 mm gemischt wird. Das Material wird auf der Baustelle gemischt.

#### Farbiger Asphaltvorsatz
Bei diesem Verfahren wird ein auf den Asphalt abgestimmtes Bindemittel auf den Asphalt aufgetragen und mit farbigem Splitt bestreut. Dies kann mit oder ohne ein Muster entstehen. Das Ergebnis nach der Aushärtung ist eine dekorative farbliche Oberfläche, die verkehrsbeständig bis zu Belastungen entsprechend der Belastungsklasse Bk1,8 (RStO 2012) ist.

#### Asphaltfarben
Asphaltfarben werden in einer Nassfilmdicke von 0,3 mm bis 0,6 mm in zwei bis vier Lagen auf gereinigte, öl- und fettfreie Asphalte aufgetragen und haben eine hervorragende Haftung und Elastizität. Im Vergleich zu Markierungsfarbe dauert der Trocknungsvorgang deutlich länger, bei normaler Witterung jedoch weniger als eine Stunde. Um eine ausreichende Deckung und Haltbarkeit zu erhalten, werden Nassfilmdicken von 0,6 mm bevorzugt. Im Unterschied zu Asphaltfarben haben Markierungsfarben oft nicht die gewünschte Balance für den Flächenauftrag, da bei der Produktion mehr Wert auf die schnelle Abtrocknungszeit und Abriebfestigkeit als auf die Elastizität gelegt wurde, was bei flächigem Auftrag zu Rissbildungen und Abplatzungen führen kann. Die Farbvielfalt ist nahezu grenzenlos und es lassen sich mehrfarbige Flächen auch mit Verläufen herstellen.

### Gestalten mit Fugen
Seit dem Altertum gibt die Anordnung von Fugen dem Benutzer Informationen und den Flächen ein Gesamtbild. Fugen waren aus Gründen des Gewichtes von Steinen und Platten oder aus konstruktiven Gründen (Herstellung, Bruchfestigkeit, Dehnungsfuge) unverzichtbar. Im Gegensatz zu Steinen und Beton kann Asphalt fugenlos gebaut werden, insbesondere wenn auch die Arbeitsfugen (z. B. mit dem C.A.R.-Verfahren) im Asphalt temperaturgesteuert verschweißt werden. Fugen sind die Schwachstellen im Pflasterbau. Durch sie kann Wasser eindringen, die Steine oder Platten können sich verschieben und Kehrsaugmaschinen entfernen die notwendigen Fugenverfüllungen. Fugen bei den Asphaltprägeverfahren sind keine Schwachstellen, da es sich hier um Scheinfugen handelt, die keinerlei Wasser eindringen lassen. Die Asphaltprägeverfahren verbinden nicht nur die gestalterische Vielfalt der Fugen mit dem Baustoff Asphalt, sondern es ist erstmals möglich, auch große Flächen glatt zu lassen und dann nach dem Geschmack des Gestalters Scheinfugen zu prägen.

#### Asphaltprägeverfahren
Zusätzlich kann die Oberfläche durch verschiedene patentierte Verfahren strukturiert werden. So werden Stahlschablonen oder Kunststoffschablonen mit einer Rüttelplatte in den noch warmen, oder computergesteuert erwärmten, Asphalt geprägt. Mit diesem Verfahren kann nicht nur jedes Pflaster-Naturstein oder Plattenmuster ohne die Schwachstelle einer offenen Fuge imitiert werden, es können auch völlig neue Muster hergestellt werden, da die entstehenden Scheinfugen ausschließlich der Gestaltung und nicht der Konstruktion (Dehnungsfuge; gewichtsbedingte Fuge) dienen.
Die temperaturgesteuerte Erhitzung spielt hierbei eine wichtige Rolle. Es ist wichtig, dass der Asphalt nicht nur oberflächig erhitzt wird, sondern die Wärme tief in den Asphalt eindringt. Nur so ist gewährleistet, dass beim Einprägen einer Plastikschablone das Korn nicht beschädigt wird. Bei zu großer Hitze würde das Bitumen verbrennen. Diesen Mittelweg zwischen tiefgehender Erhitzung ohne Verbrennung der Oberfläche erfüllen nur qualitativ hochwertige Heizgeräte. Nach der Erhitzung wird eine Plastikschablone mit breiten Stegen mittels einer Rüttelplatte in den Asphalt geprägt. In die entstandenen Fugen wird ein thermoplastisches Inlay mit gleichen Dimensionen eingelegt. In einem zweiten Heizgang wird dieser Thermoplast mit dem Asphalt verschweißt. Wichtig ist, dass bei diesem Verfahren das thermoplastische Material ungefähr 1 mm tiefer als die Asphaltoberfläche liegt. Die Hauptlast des Verkehrs liegt also auf dem Asphalt, nicht auf dem Thermoplast. Diese Art der Gestaltung hält daher hohen Verkehrsbelastungen bis Bauklasse II stand.

## Recycling von Ausbauasphalt

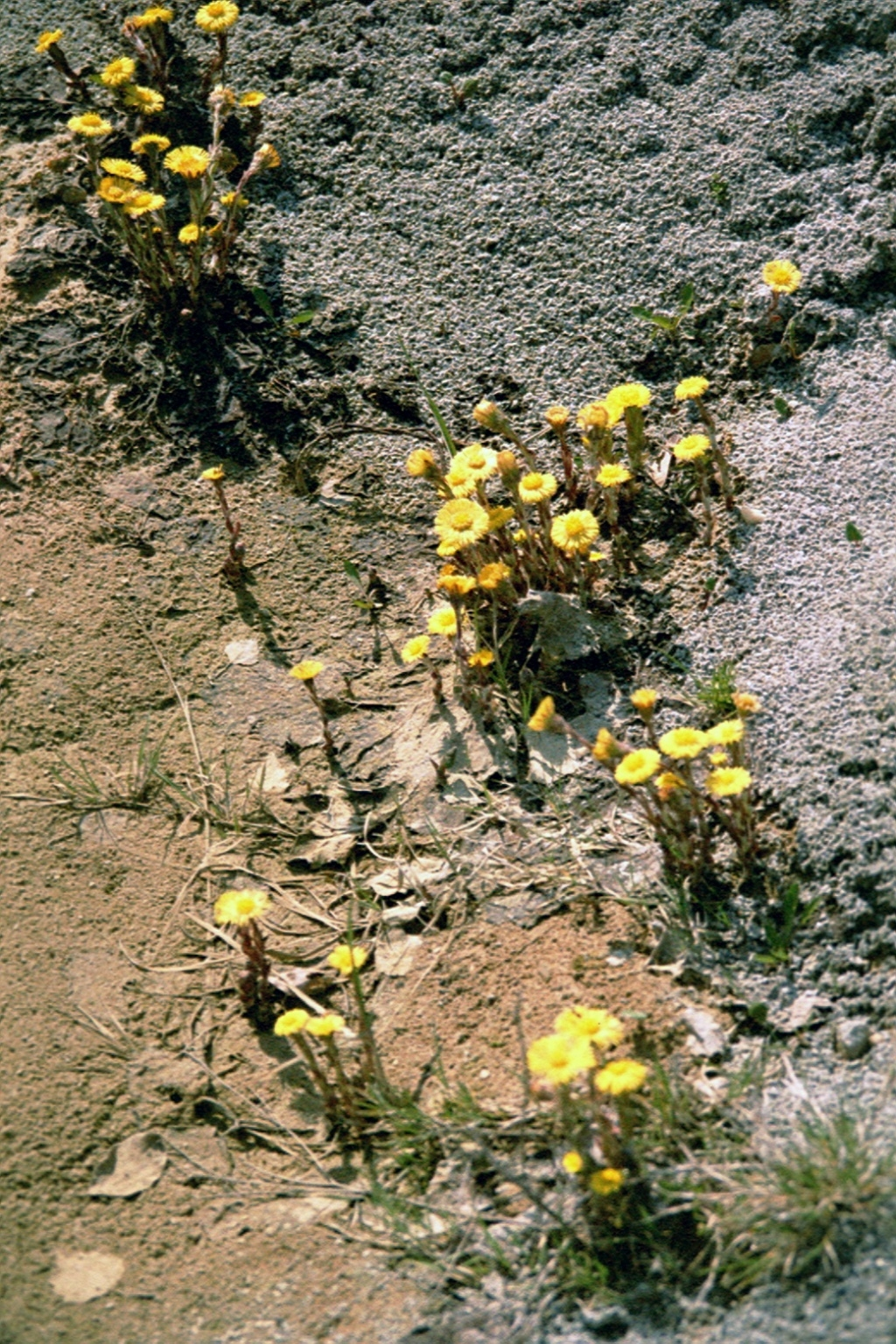
Verwitterter Straßenasphalt mit blühendem Huflattich. Wenn eine Fläche aus Asphalt nicht ausreichend gewartet wird, erobert die Natur die Flächen zurück.

Da es sich bei Asphalt um einen thermoplastischen Baustoff handelt, kann dieser gut und zum Teil auch mehrfach wiederverwendet werden. Hierzu ist der Asphalt beispielsweise durch Abfräsen (Fräsasphalt) oder Aufbrechen (Aufbruchasphalt) auszubauen und – gegebenenfalls nach Aufbereitung durch Brechen – erneut dem Herstellungsprozess beizugeben. Voraussetzung dafür ist, dass der Ausbauasphalt frei von Fremdstoffen und gesundheitsschädlichen Substanzen (beispielsweise Teer) ist. Rechtliche Grundlage für die Wiederverwendung von Asphalt bildet in Deutschland das Kreislaufwirtschaftsgesetz. In der Schweiz und Österreich gelten die entsprechenden „Merkblätter zum Umgang mit Ausbauasphalt“. Die Recyclingquote liegt bei mehr als 90 %.
Neben der Wiederverwendung im Mischwerk (sogenanntes Recycle in Plant) kann der Asphaltbelag auch an Ort und Stelle erneuert werden (Recycle in Place). Bei dieser Methode kommen verschiedene Heißrecycling-Verfahren zur Anwendung, bei denen die Asphaltschicht erwärmt und anschließend aufgelockert wird. Im nächsten Arbeitsgang können gegebenenfalls Zusatzstoffe beigegeben und das Mischgut wieder eingebaut und verdichtet werden.

## Emissionen
Dunkle beschienene Asphaltbeläge werden durch Sonneneinstrahlung im Laufe eines sonnigen Tages auf deutlich über Lufttemperatur, die typisch in 2 m Höhe über Wiese, abseits großer Straßenflächen gemessen wird, erhitzt. Ab einer Oberflächentemperatur von 40 °C gasen Stoffe relevant aus Asphaltbelägen aus, die in der darüber liegenden Luft wieder zu kleinen flüssigen oder festen Partikeln kondensieren (resublimieren) und damit gesundheitsbelastenden Feinstaub bilden. Nicht selten erreicht die Temperatur von Asphalt 60 °C. Die Ausdünstungen sind mitunter zu riechen.
Es dünsten viele gesundheitsschädliche Stoffe aus, u. a. polyzyklische aromatische Kohlenwasserstoffe (PAK), die die Entstehung von Ultrafeinstaub begünstigen. Auch UV-Strahlung fördert die Ausdünstung.

## Normen und Standards
Europa
- DIN EN 55469 Bitumen und Steinkohlenteerpech – Begriffe für Bitumen und Zubereitungen aus Bitumen
- DIN EN 12597  Bitumen und bitumenhaltige Bindemittel – Terminologie
- DIN EN 12697  Prüfverfahren für Heißasphalt
- DIN EN 13108-1 Asphaltmischgut – Mischgutanforderungen – Teil 1: Asphaltbeton
- DIN EN 13108-5 Asphaltmischgut – Mischgutanforderungen – Teil 5: Splittmastixasphalt
- DIN EN 13108-6 Asphaltmischgut – Mischgutanforderungen – Teil 6: Gussasphalt
- DIN EN 13108-7 Asphaltmischgut – Mischgutanforderungen – Teil 7: Offenporiger Asphalt
- DIN EN 13108-20 und -21 (Qualitätsnormen für Asphalt)
- DIN EN 13043 (Gesteinskörnungsnormen)

Deutschland (FGSV-Verlag)
- Zusätzliche Technische Vertragsbedingungen und Richtlinien für Tragschichten im Straßenbau (ZTV T-StB), seit 2009 zurückgezogen
- Zusätzliche Technische Vertragsbedingungen und Richtlinien für den Bau von Verkehrsflächenbefestigungen aus Asphalt (ZTV Asphalt-StB 07/13)[37]
- Zusätzliche Technische Vertragsbedingungen und Richtlinien für die Bauliche Erhaltung von Verkehrsflächenbefestigungen – Asphaltbauweisen (ZTV BEA-StB 09/13)
- Zusätzliche Technische Vertragsbedingungen und Richtlinien für die Befestigung ländlicher Wege (ZTV LW)
- Technische Lieferbedingungen für Gesteinskörnungen im Straßenbau (TL Gestein–StB)
- Technische Lieferbedingungen für Asphaltmischgut für den Bau von Verkehrsflächenbefestigungen (TL Asphalt-StB 07/13)
- Technische Lieferbedingungen für Asphaltgranulat (TL AG-StB)
- Technische Lieferbedingungen für Straßenbaubitumen und gebrauchsfertige Polymermodifizierte Bitumen (TL Bitumen-StB)
- Richtlinien für die Standardisierung des Oberbaus von Verkehrsflächen (RStO 12)
- Richtlinien für den ländlichen Wegebau (RLW)
- Richtlinien für die Anlage von Straßen (RAS)
- Merkblatt für die Wiederverwendung von Asphalt (M WA)
- Merkblatt Dünne Schichten im Heißeinbau auf Versiegelung (M DSH-V), mit der Einführung der ZTV BEA-StB 09 zurückgezogen
- Merkblatt für den Bau kompakter Asphaltbefestigungen (M KA)
- Merkblatt für den Bau griffiger Asphaltdeckschichten
- Merkblatt für die Konzeption und die Erstprüfung von Asphaltmischgut für den Bau von Verkehrsflächenbefestigungen (M KEP)

Österreich
- ÖNORM B 3580 bis B 3586 Asphaltmischgut – Mischgutanforderungen
- ÖNORM EN 1097 Prüfverfahren für mechanische und physikalische Eigenschaften von Gesteinskörnungen

Schweiz
- SN 670401 bis SN 670443 Prüfverfahren für Heissasphalt
- SN 670434-8a-NA Asphaltmischgut – Mischgutanforderungen – Teil 8: Ausbauasphalt
- SN 640431 Verschiedene Asphaltsorten